# Beato de Liébana

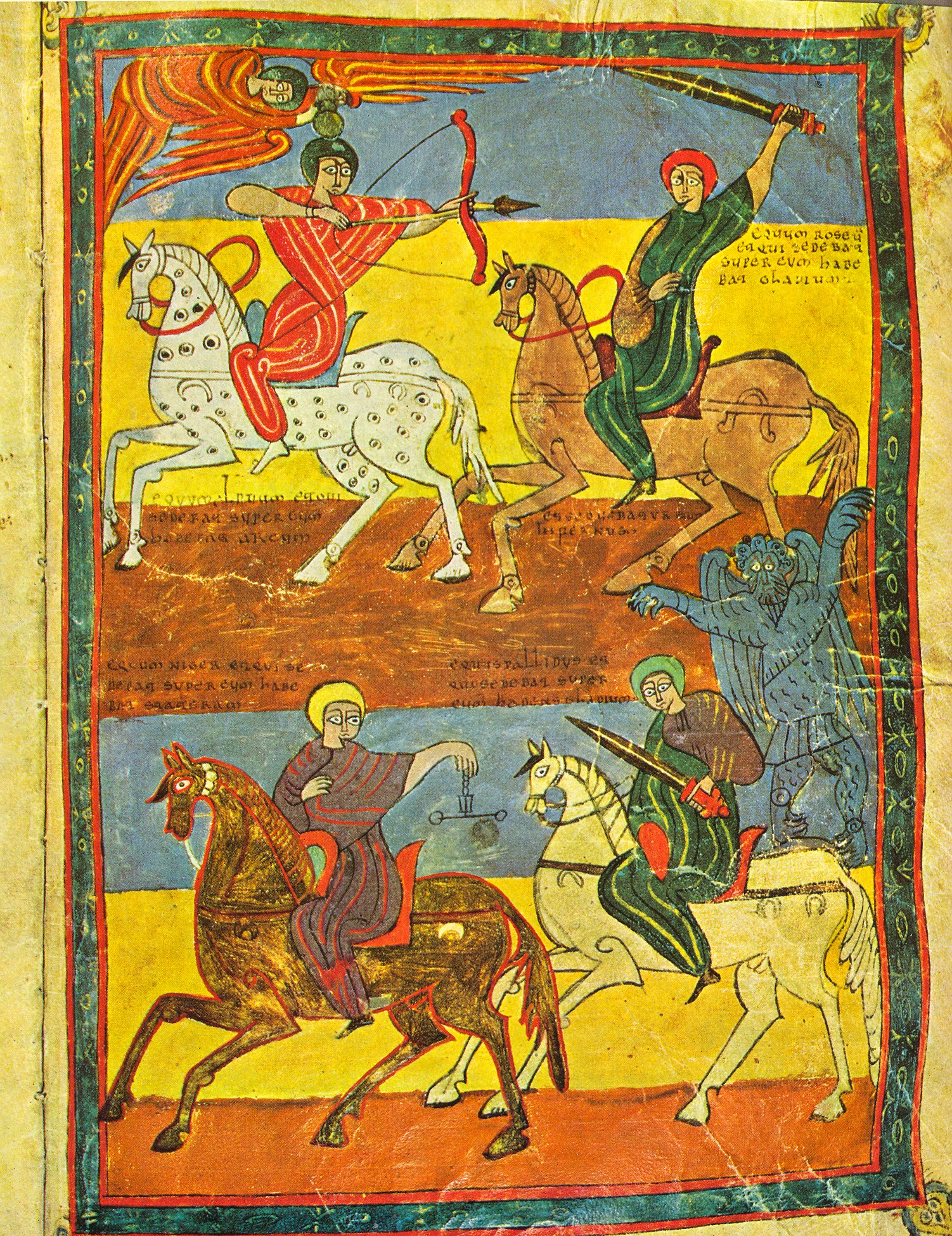
Los Cuatro Jinetes del Apocalipsis. Beato de la Universidad de Valladolid del.

Beato de Liébana (Liébana, c. 730-Liébana, c. 798), también llamado san Beato, fue un monje del monasterio de San Martín de Turieno (actualmente, Santo Toribio de Liébana), situado en la comarca de Liébana, en las estribaciones de los Picos de Europa de la actual Cantabria (España). Entre sus escritos, su obra más conocida es el Comentario al Apocalipsis de san Juan (Commentarium in Apocalypsin), dividido en doce libros y miniado, de gran influencia durante la Alta Edad Media, en los campos de la teología, la política y la geografía.
Algunas fuentes no del todo fiables aseguran que Beato se retiraría posteriormente al monasterio de Valcavado en Palencia, donde sería nombrado abad —según Alcuino de York— y finalmente encontraría la muerte.[cita requerida]
En Cantabria, así como en Asturias, sienten una gran devoción por esta figura. Inscrito en el santoral católico, su festividad se celebra el 19 de febrero.

## Biografía
Algunos historiadores piensan que procedía de Toledo, o incluso de Andalucía.[cita requerida] Quizá eligió este monasterio de Liébana debido a la proximidad de Covadonga y Cosgaya, lugares que los cristianos de la época daban por milagrosos.
Beato adquirió rápidamente una reputación de gran erudición. Pasó a ser incluso durante algún tiempo preceptor y confesor de la hija de Alfonso I, la futura reina Adosinda, que se casaría con el rey Silo de Asturias, monarca desde 775 a 783.
Su notoriedad tenía también otras causas además de su Comentario al Apocalipsis. Pensador militante y enérgico, combatió a los que se comprometieron con los invasores musulmanes, comenzando por el arzobispo Elipando de Toledo, a quien acusó de herejía por defender el adopcionismo.
Como ha destacado Eduardo Manzano Moreno, su Comentario sobre el Libro del Apocalipsis es una «interpretación de la difícil obra del apóstol san Juan. Uno de los temas que se desarrollaban en esa obra era el de la Jerusalén celeste». «Su comentario sobre el Apocalipsis adquirió una enorme resonancia y fueron numerosos los manuscritos que se hicieron de él; manuscritos muchas veces iluminados con fantásticas imágenes que componen todo un conjunto —los beatos— que constituye una de las cumbres de la iconografía medieval».

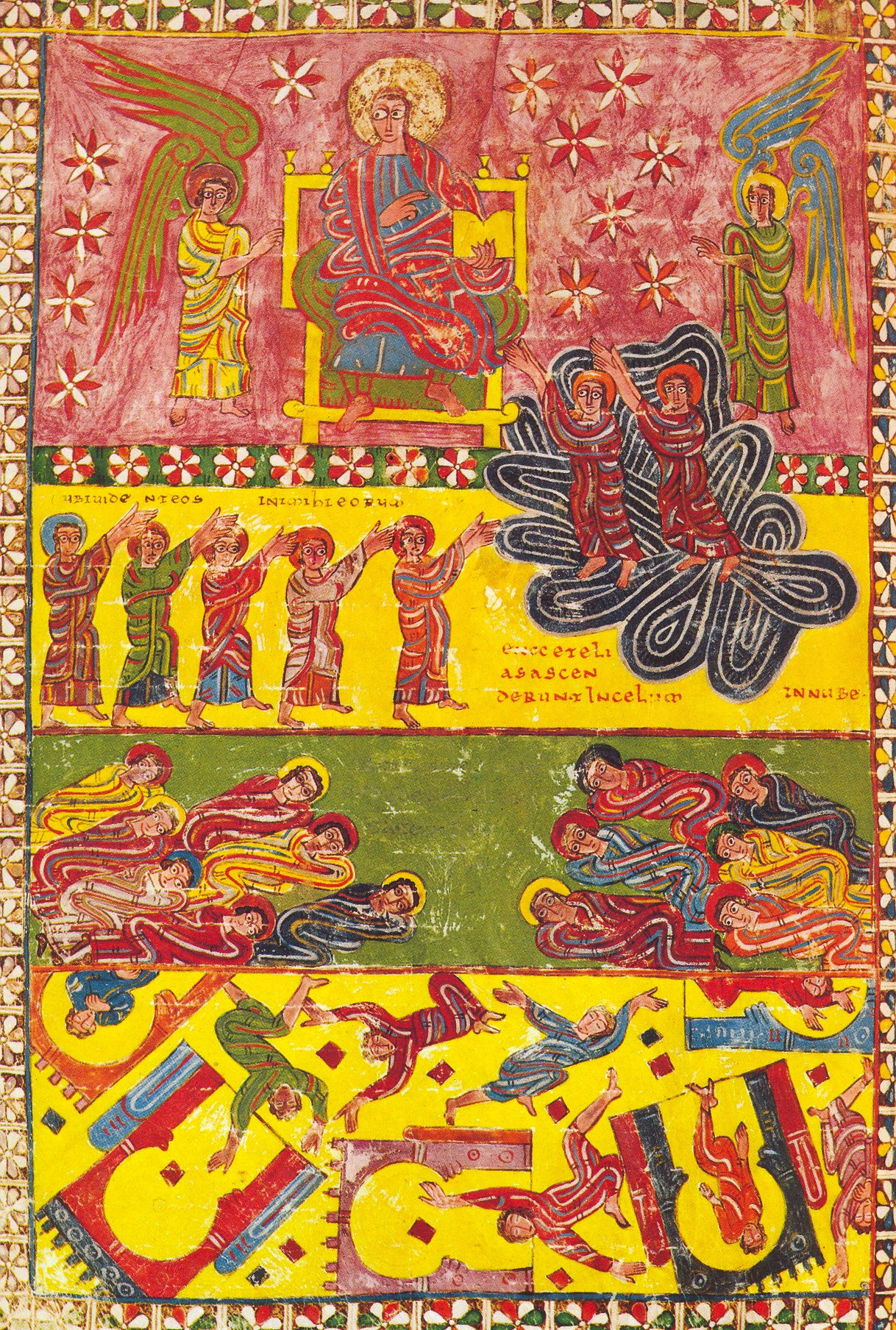
Beatus de Piermont Morgan, f°154v. La ascensión de dos testigos.

### La querella adopcionista
A finales del siglo VIII Elipando de Toledo, arzobispo de Toledo, entonces bajo dominio del Emirato de Córdoba, defendió el adopcionismo que afirmaba que el padre había «adoptado» al hijo, ya que la «naturaleza» de este no era divina sino humana al haber sido concebido por una mujer. Como el prestigio de la sede toledana todavía se mantenía en toda la península ibérica, a pesar de que estaba sometida al emir de Córdoba, la propuesta «adopcionista» de Elipando provocó una feroz respuesta en el reino de Asturias que estuvo encabezada por el monje Beato de Liébana, posiblemente abad de un monasterio y muy bien relacionado con la reina Adosinda. Beato de Liébana acusó a Elipando de locura, herejía e ignorancia y llegó a llamarle «testículo del Anticristo». Según Eduardo Manzano Moreno, la polémica entre Elipando y Beato de Liébana fue «espoleada por la fuerte pugna entre una iglesia septentrional, cada vez más independiente, y la antigua iglesia visigoda, cuyos principales episcopados habían caído en territorio andalusí». En el año 794 el concilio de Fráncfort presidido por Carlomagno condenó el adopcionismo. En uno de sus cánones se decía que esta «herejía debería ser radicalmente extirpada de la Santa Iglesia».

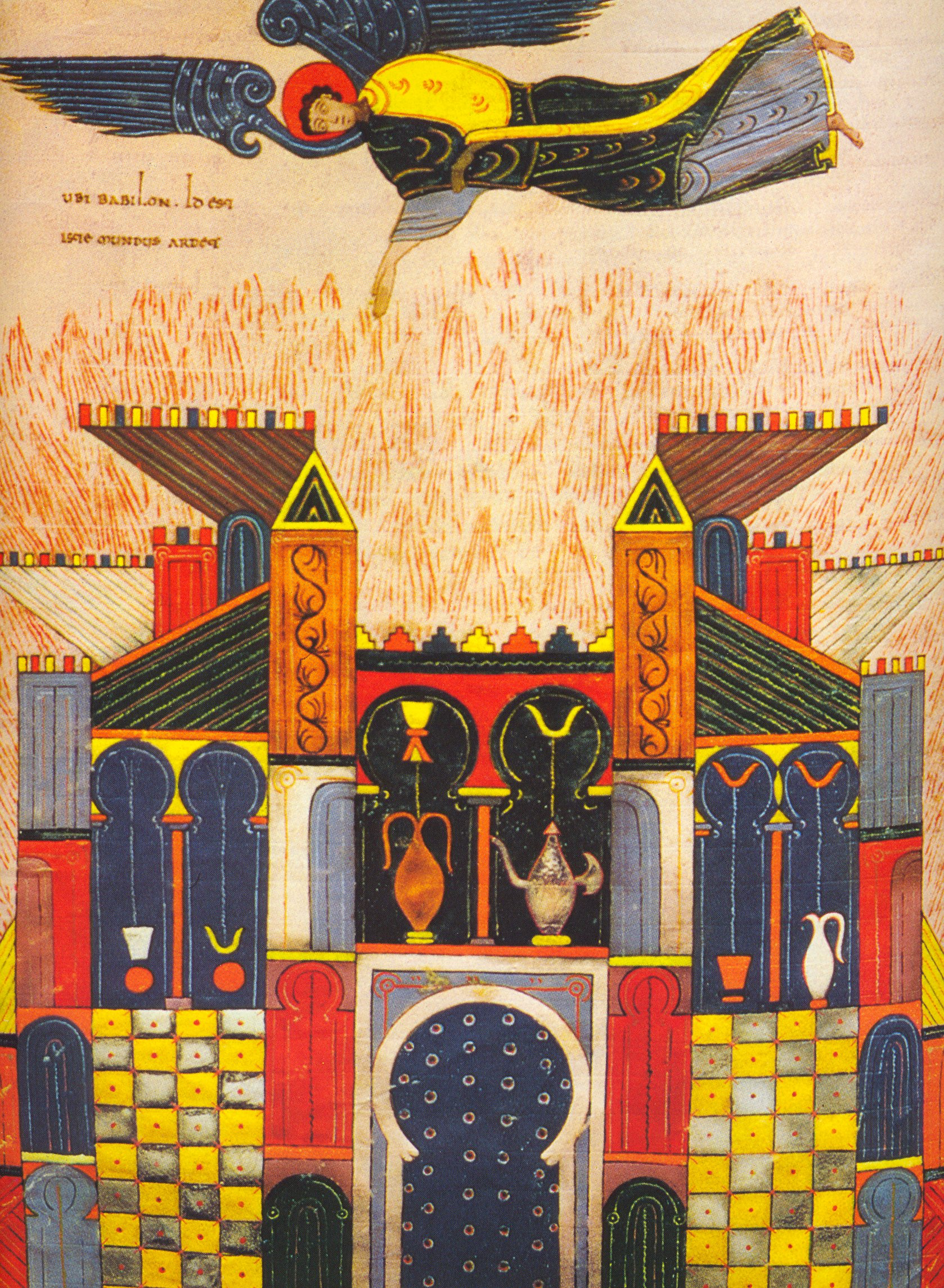
Beato de Facundus, f°233v Juicio de Babilonia reducida a un brasero.

## Obras

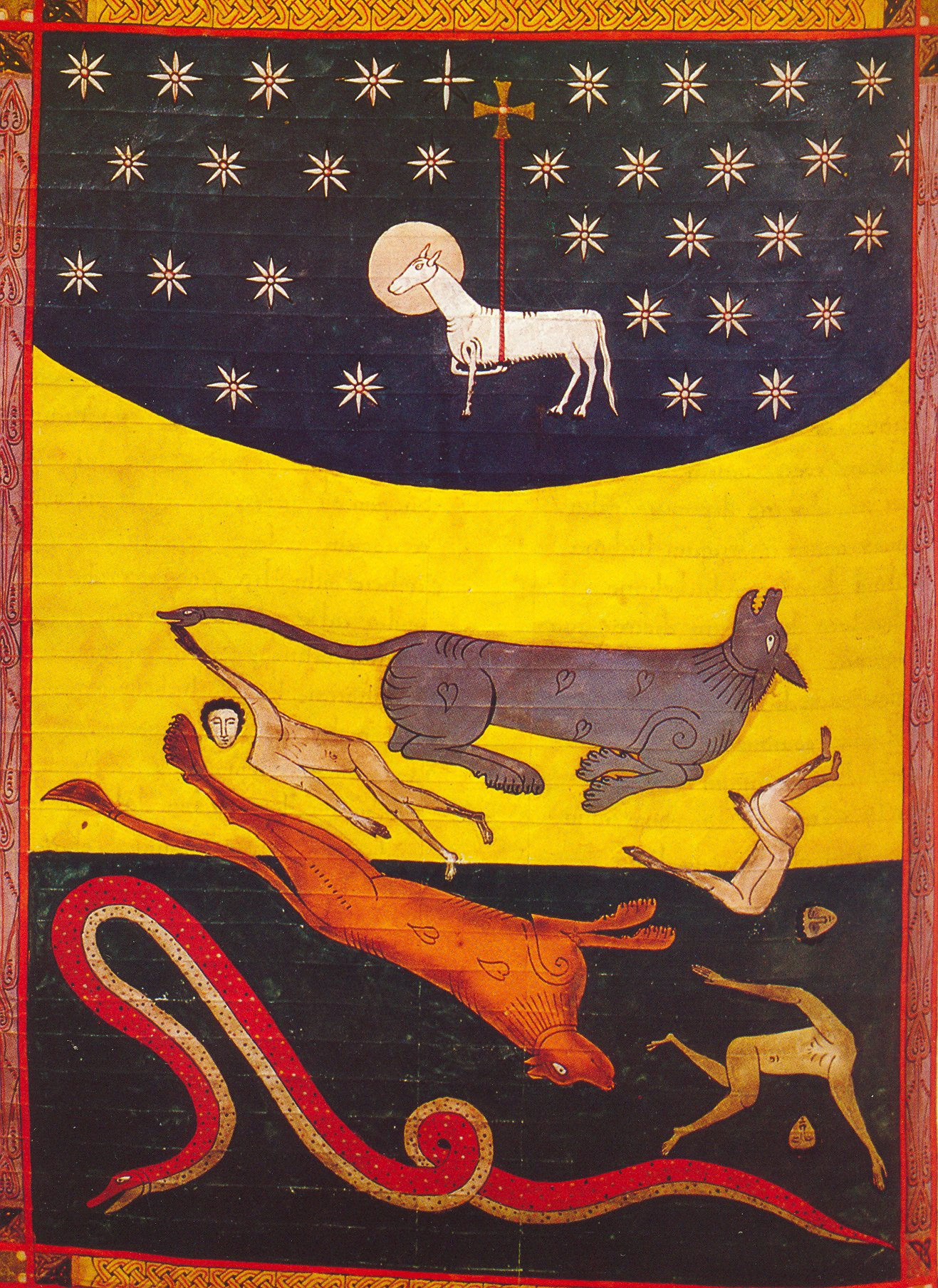
«Son también siete reyes: cinco han caído, uno es, y el otro no ha llegado aún. Y cuando llegue, habrá de durar poco tiempo. Y la Bestia, que era y ya no es, hace el octavo, pero es uno de los siete; y camina hacia su destrucción. Los diez cuernos que has visto son diez reyes que no han recibido aún el reino; pero recibirán con la Bestia la potestad real, sólo por una hora. Están todos de acuerdo en entregar a la Bestia el poder y la potestad que ellos tienen. Estos harán la guerra al Cordero, pero el Cordero, como es Señor de Señores y Rey de Reyes, los vencerá en unión con los suyos, los llamados y elegidos y fieles». (Apocalipsis, 17.10).

De indudable autoría de Beato es el Apologeticum adversus Elipandum, obra en dos volúmenes, escrita con Eterio de Osma, para enfrentarse a la herejía adopcionista del arzobispo de Toledo, Elipando.
El himno O Dei Verbum, que está formado por frases y conceptos tomados del Comentario para ensalzar y promocionar el patronazgo de Santiago sobre la Hispania cristiana septentrional, necesitada de la ayuda divina. Pocos años después, sería descubierta la tumba del apóstol en Santiago de Compostela.
Otra obra atribuida a Beato y que se conserva en un manuscrito fragmentario del siglo X (en Santillana del Mar), es un Liber Homiliarum de uso litúrgico. Son homilías que siguen las lecturas de la misa o el oficio de maitines, de acuerdo con el calendario mozárabe.

### Los beatos

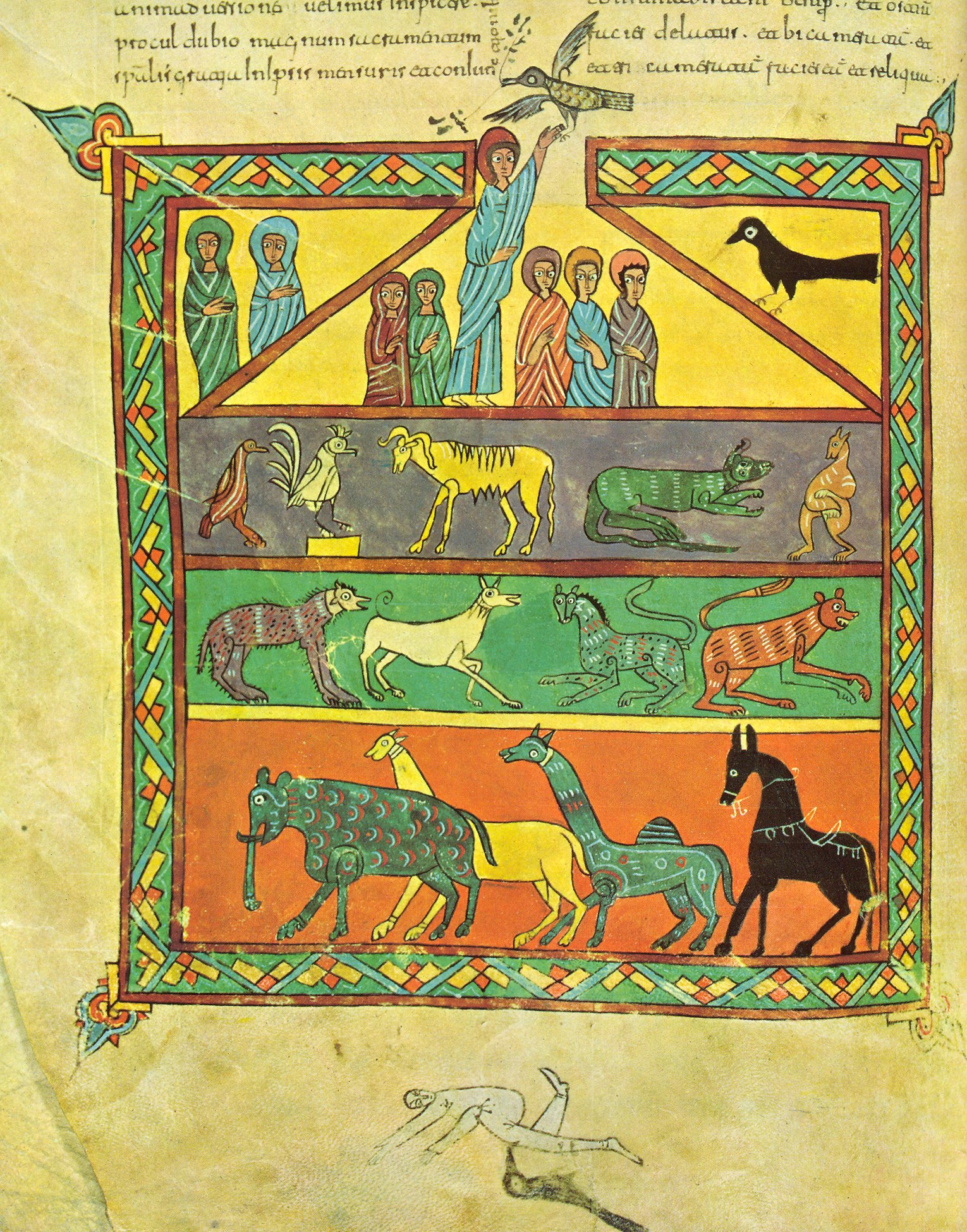
Beatus d'Urgell, folio 82v El Arca de Noé.

Se conocen como «beatos» a los manuscritos de los siglos X al XIII, más o menos abundantemente ilustrados, donde se copian el Apocalipsis de san Juan y los Comentarios sobre este texto redactados en el siglo VIII por Beato de Liébana. Escribió los Comentarios al Apocalipsis de san Juan (Commentarium in Apocalypsin), en el año 776. Diez años después, en el 786, redactó la versión definitiva. En esta versión hacía frente a la crisis por la que pasaba la Iglesia en aquellos años e intentaba demostrar que estaba en posesión de la traditio sobre la llegada y predicación del Apóstol Santiago en Hispania. Para ello se basó en ciertos escritos del libro Breviario de los apóstoles.
Estos Comentarios contienen también uno de los más antiguos mapamundis del mundo cristiano.

## Contexto histórico: el reino de Asturias

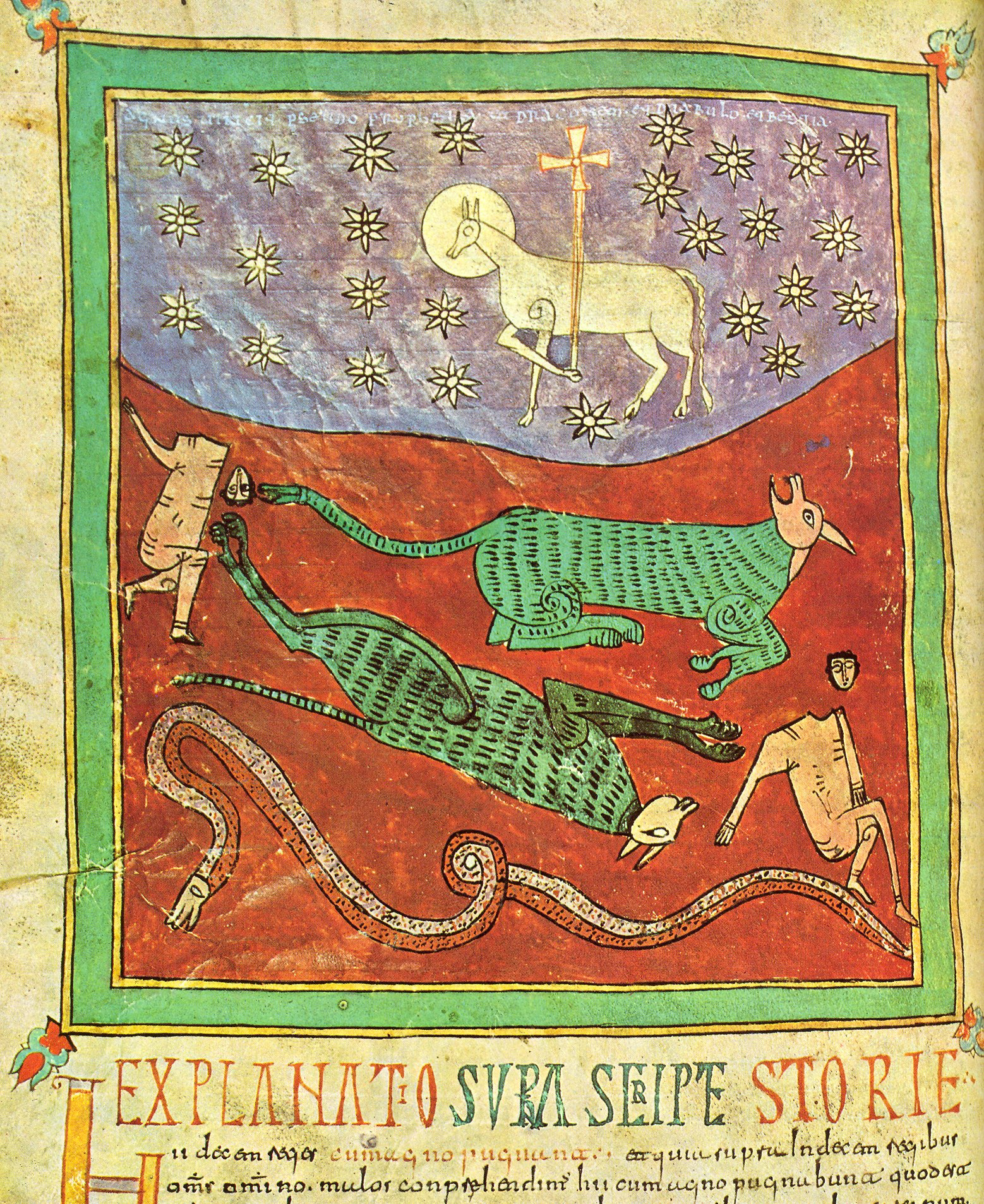
Beatus d'Urgell, f°184v El Cordero vencedor de las Bestias y de la Serpiente.

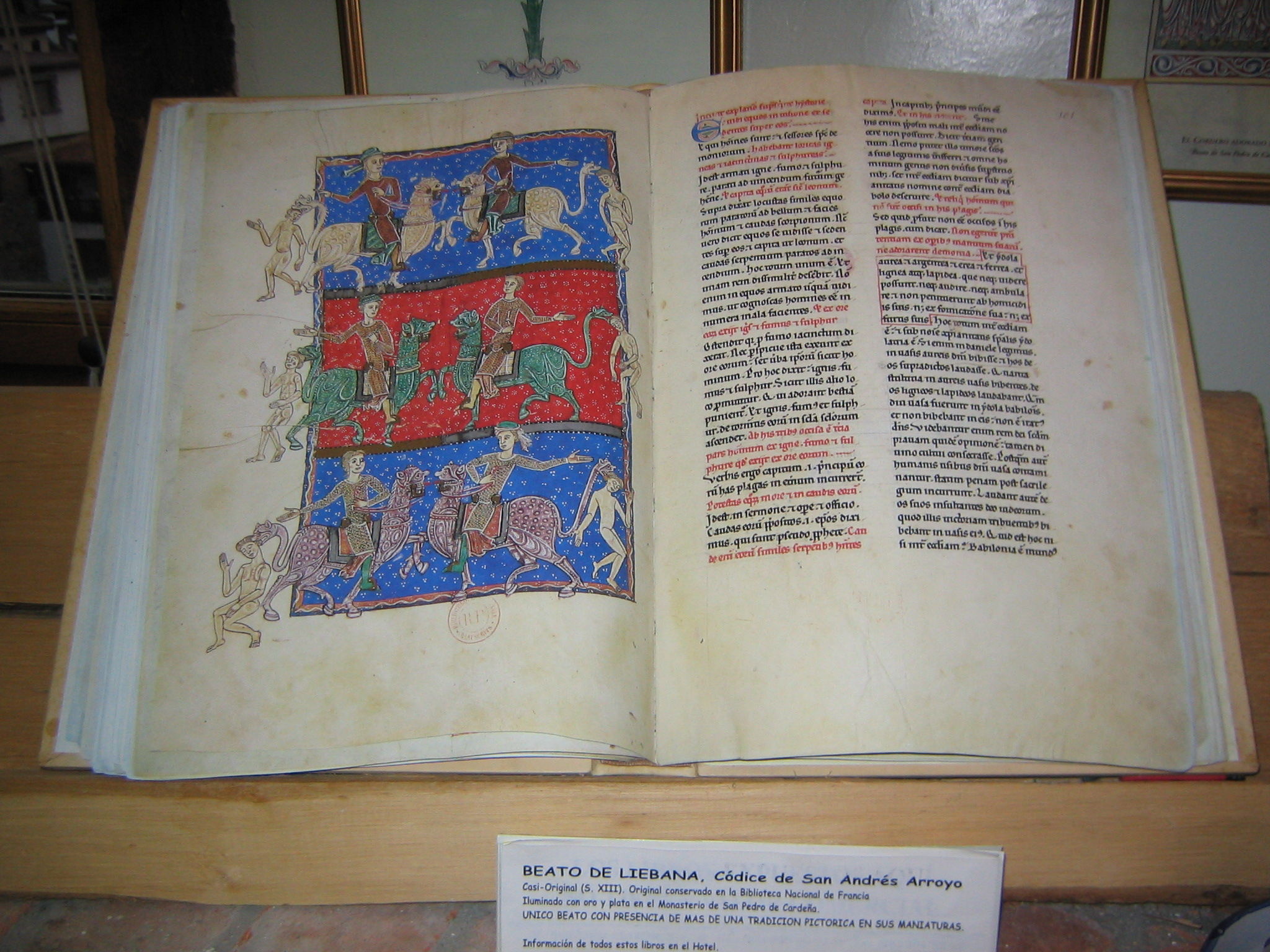
Beato de Liébana. Códice de San Andrés del Arroyo.

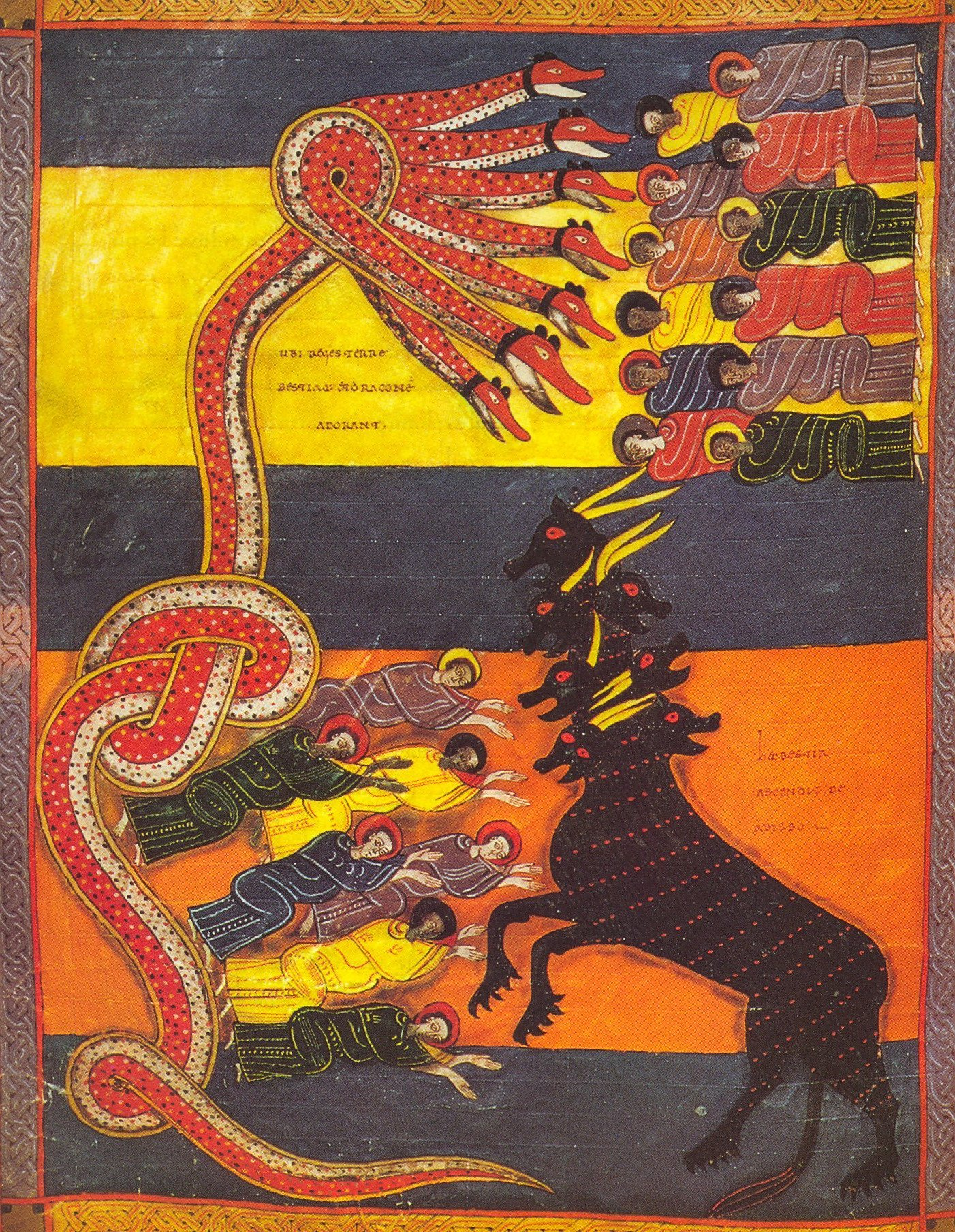
Beato de Facundo, f°191v El Dragón da su poder a la Bestia.

### Romanosybárbaros
En el año 379, el emperador Graciano escogió a un general hispano, Teodosio (o Teodosio I, también conocido como Teodosio el Grande) para ocupar el trono del Imperio de Oriente. Éste, después de eliminar a un usurpador del trono de Occidente en 388, reinó sobre todo el Imperio romano.

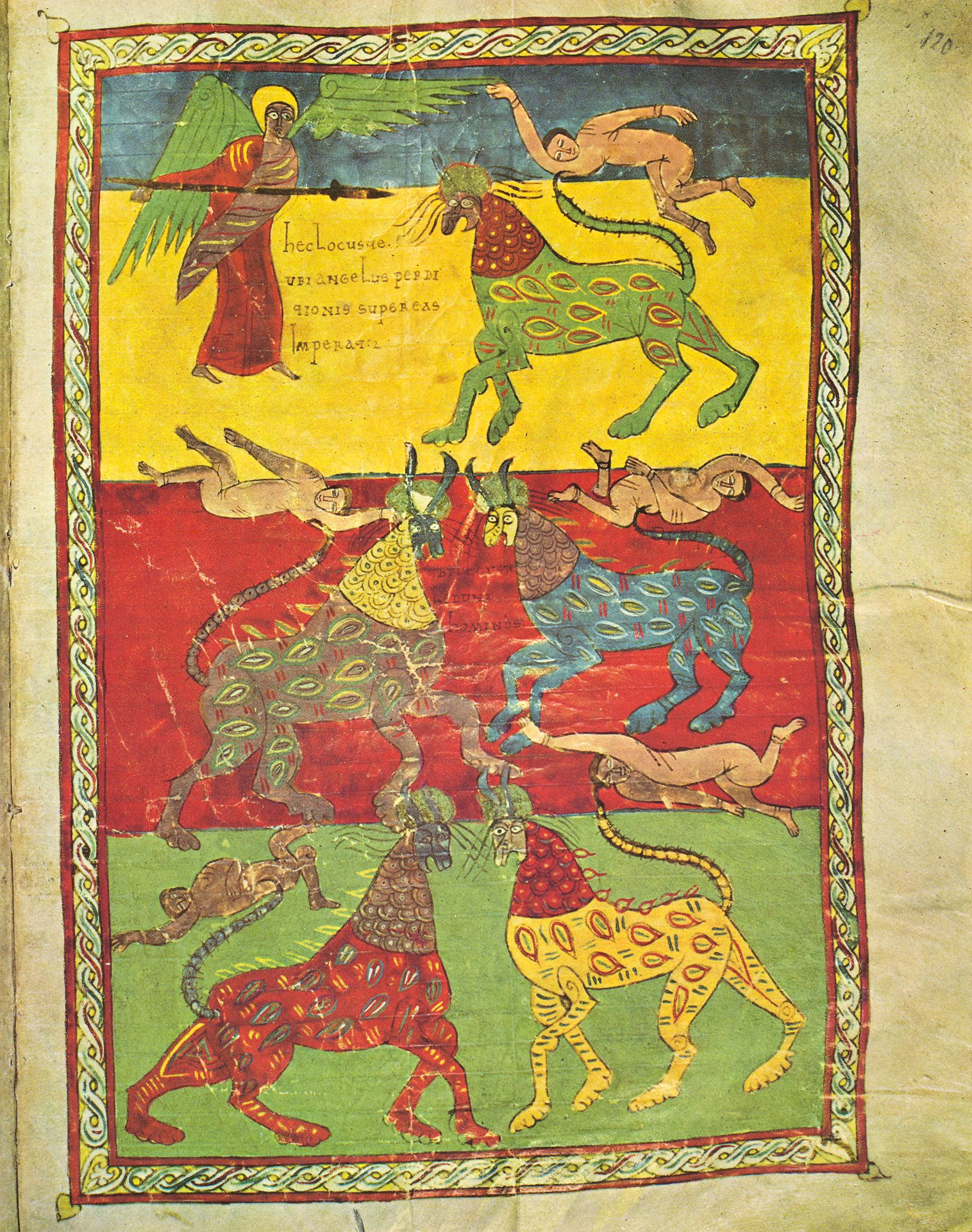
Beato de Valladolid, f°120 La 5.ª trompeta.

Tras convertirse al cristianismo en 380, hizo de ésta la religión oficial del Imperio, prohibiendo la herejía arriana, los cultos paganos y el maniqueísmo.
La unificación del Imperio duró poco: a la muerte de Teodosio, el Imperio se dividió entre sus dos hijos.
El 31 de diciembre del año 406, diversos pueblos germánicos atravesaron la Galia. Los suevos se establecieron en Galicia (al noroeste de España), los vándalos y los alanos se establecieron en Andalucía.
Durante ese tiempo, Ataúlfo, jefe de los visigodos, y sucesor de Alarico I, se casó en el 414 con Gala Placidia, la hija del emperador Teodosio I el Grande. Pero, empujado por el gobierno de Rávena, se trasladó a Hispania, lo que causaría que las guerras entre los bárbaros se multiplicaran en la península ibérica.
Al mismo tiempo, estos pueblos sufrieron una "romanización". Así los visigodos se unen a una coalición romana encabezada por el general Flavio Aecio, siendo rey de los visigodos Teodorico I, para enfrentarse a la alianza de los hunos mandada por su rey Atila. La batalla de los Campos Cataláunicos, en la que Teodorico murió, se desarrolló cerca de Orleans, en el 451.
Poco después, el rey de los Visigodos, Eurico, viajó a Hispania y se proclamó su primer rey independiente. El Imperio romano había dejado de existir. Eurico, fiel a las doctrinas de Arrio, instó al rey Suevo a convertirse al arrianismo.

### Arrianismo enHispaniay vuelta delcatolicismo
En el 325, el obispo Osio de Córdoba fue convocado por el emperador Constantino al primer concilio ecuménico en Nicea para condenar las doctrinas de Arrio (Jesucristo siervo de Dios).

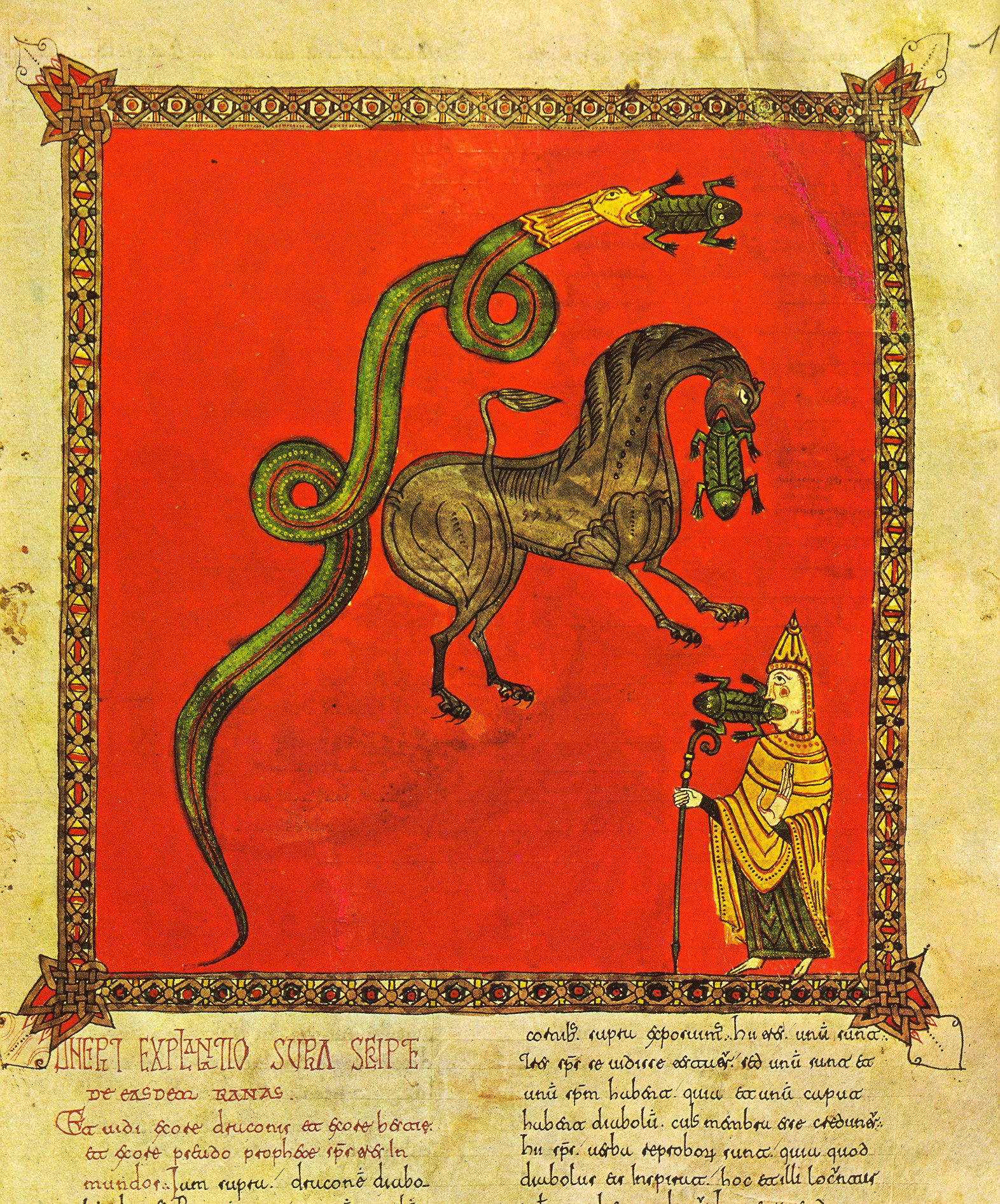
Beato de Osma, f°139 Las Ranas.

Los Visigodos, también arrianos, contribuyeron a extender la herejía por la península. Pese a que sólo el 5% de la población la practicaba, hicieron del arrianismo la religión oficial del estado.
Tras esto, los clérigos católicos se refugiaron en los ámbitos rurales.
A comienzos del siglo VI, el rey visigodo Leovigildo contrajo matrimonio con Teodosia,  la hermana de Isidoro de Sevilla. Isidoro intentó reconciliar a los Visigodos con los "hispano-romanos" y se muestra de acuerdo con el Símbolo niceno en lo que concierne a la naturaleza de Cristo. Uno de sus hijos casó con una nieta cristiana de Clodoveo. El otro, Recaredo, se convirtió al cristianismo en el 587 y abjura oficialmente del arrianismo en el concilio de Toledo (589), arrastrando con él a la reina, la corte y a los obispos visigodos herejes.
El arzobispo de Toledo queda como primado de Hispania, y la Iglesia es sostenida por los soberanos. Estos nombran a los obispos que, a cambio, ejercen un control sobre la administración real.
Pero los visigodos deben hacer frente a epidemias, hambres, incursiones de francos. Las guerras de sucesión devastan el país. Un aspirante al trono de Toledo, Agila II, refugiado en Ceuta (Mauritania en la antigüedad), para garantizarse la victoria sobre su enemigo  Rodrigo, pide la ayuda de tropas de el Magreb. Así pues, en 711, Táriq ibn Ziyad cruza el estrecho cuyo nombre en adelante se asocia al suyo

### Expansión delIslamy resistencia cristiana

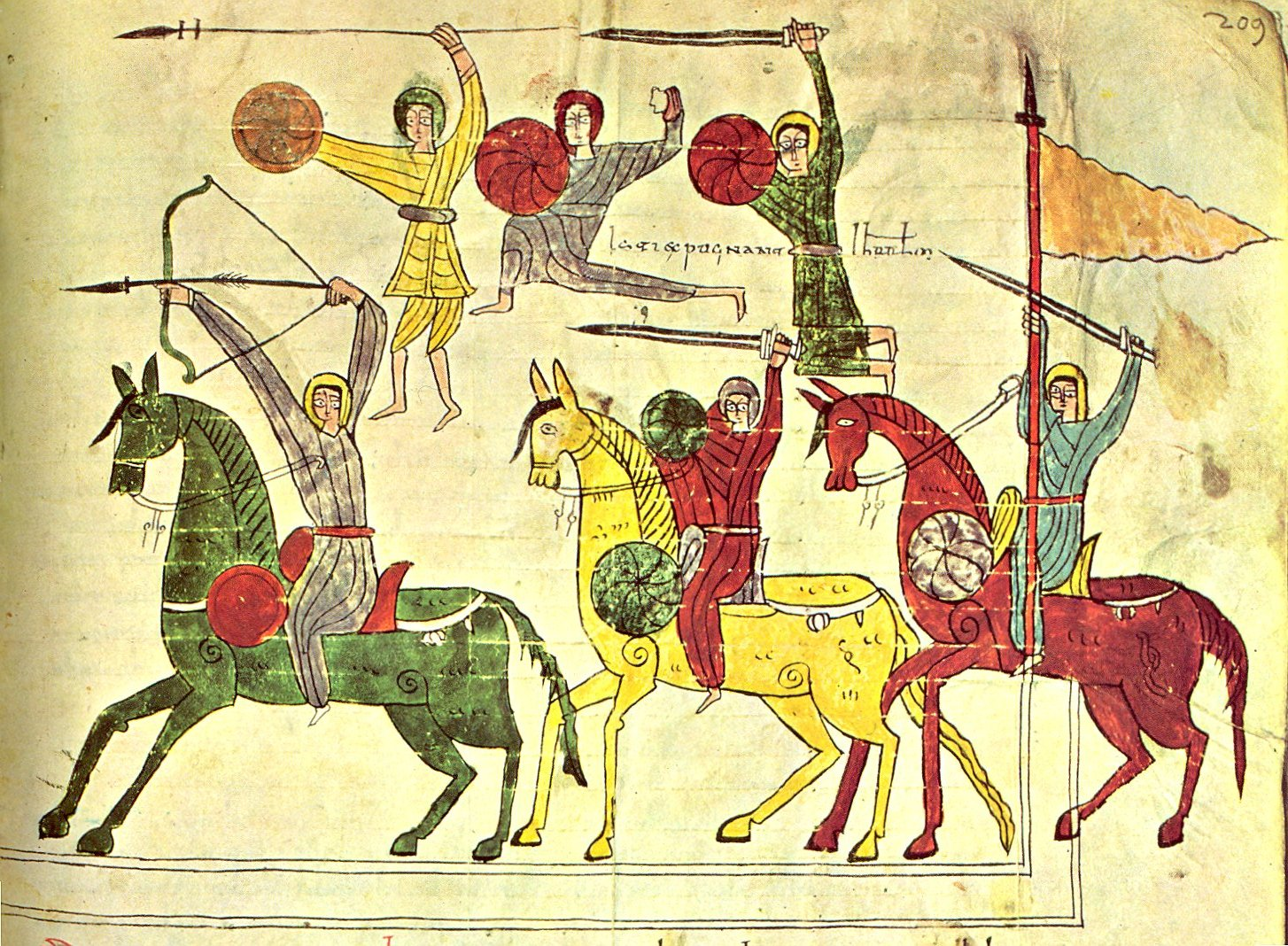
Beatus de Urgell, detalle Toma de Jerusalén por Nabucodonosor.

Los 7000 hombres de Tariq no eran  árabes sino bereberes, de los que los árabes, que ocuparán poco después África del Norte, eran aliados, si bien esta alianza conoció momentos bajos debido a que los bereberes eran tratados como musulmanes 'de segunda'. Y este antagonismo entre las dos etnias, debilitará a los nuevos amos musulmanes de Hispania, que ahora recibe el nombre de Al-Ándalus.
En tres años fue ocupada la Península, a excepción de una parte de la cordillera Cantábrica (el futuro reino de Asturias) que forma en el noroeste del país una especie de fortaleza cuyas cumbres alcanzan a menudo más de 2000 metros, e incluso más de 2600 metros en los  Picos de Europa. Muy pronto acuden los cristianos a refugiarse allí, en particular de Toledo. Pelayo, se hace elegir jefe de los rebeldes con los que atacará las guarniciones berberiscas.
Tranquilamente instaladas en Córdoba, o estando ocupadas en razzias en el sur de la Galia, las fuerzas musulmanas no se preocupan de la rebelión al principio. Sin embargo, se envía una expedición a Asturias. Pero allí, Pelayo, fingiendo huir, atrae a bereberes y árabes a las gargantas de Covadonga, los divide en grupos, y según la leyenda acaba de exterminarlos en gran número cerca de Liébana. El reino de Asturias se consolida a partir de entonces en torno a Cangas de Onís, con Pelayo como rey.

### Árabes ymozárabes

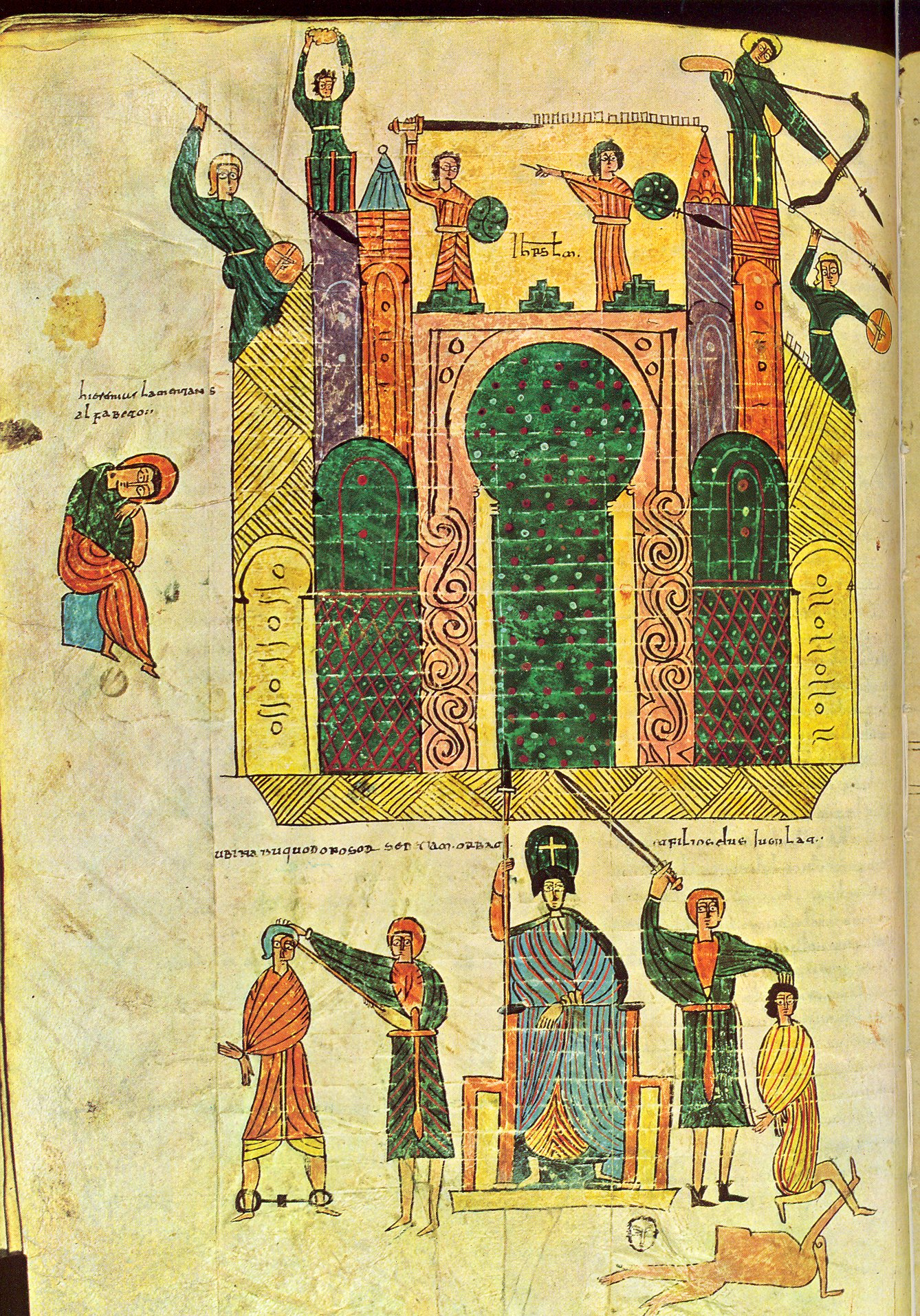
Beato de Urgell. Toma de Jerusalén por Nabucodonosor II.

Mientras que Asturias se refuerza cada vez más y se puebla, los cristianos que viven bajo el dominio musulmán se encuentran en la misma situación que antes bajo la dominación de los visigodos arrianos. Sujetos a impuestos que sólo se les aumentan a ellos, no tienen derecho a construir nuevas iglesias ni a fundar nuevos conventos. Una vez más, son numerosos los que se refugian en el campo, mientras los invasores permanecen en las ciudades. De nuevo las ermitas aparecen en lugares remotos. Los cristianos que viven en tierra musulmana no pueden practicar su religión excepto si antes juraron lealtad a un jefe moro.
En 791, el rey asturiano Alfonso II el Casto traslada la capital del reino a Oviedo.
En este contexto histórico, y en una región donde los huidos del islam estaban aportando una cultura muy rica, particularmente en el ámbito artístico, es en el que Beatus (Beato para los hispanos), monje en un convento del valle de Liébana, escribe su comentario del Apocalipsis.

## ElComentario al Apocalipsis

### Descripción
Es una obra de erudición pero sin gran originalidad, hecha sobre todo de compilaciones. Beato toma extractos más o menos largos de los textos de los Padres y doctores de la Iglesia; en particular, san Agustín, san Ambrosio, san Ireneo y san Isidoro. También está el Comentario del Libro de Daniel por san Jerónimo.

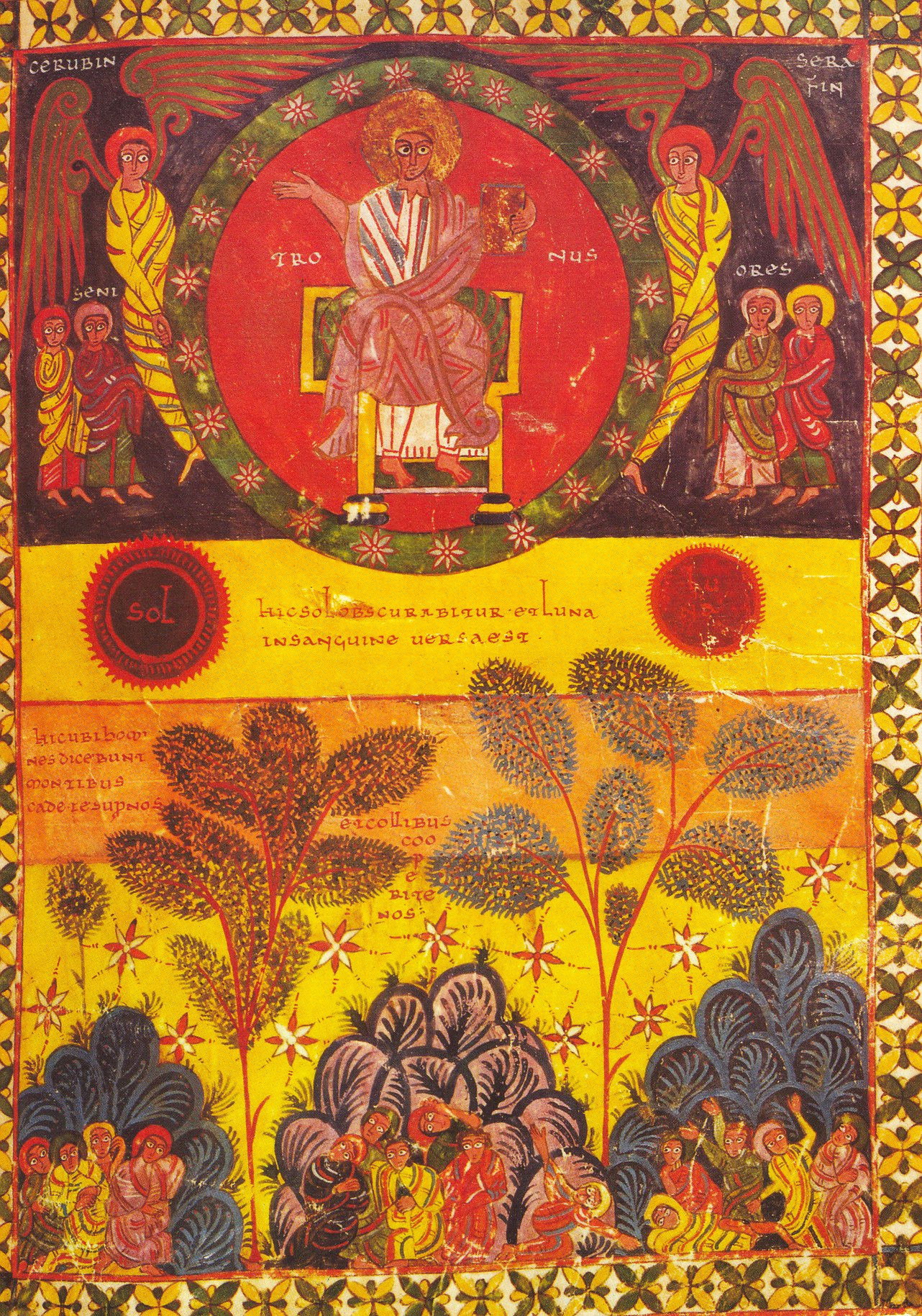
Beato de Pierpont Morgan, f°112 El 6.º sello.

Si bien la parte del Beato es muy reducida, la obra contiene por el contrario una traducción latina íntegra del Apocalipsis de Juan, lo que puede en parte explicar su notoriedad.

### El género apocalíptico y su historia

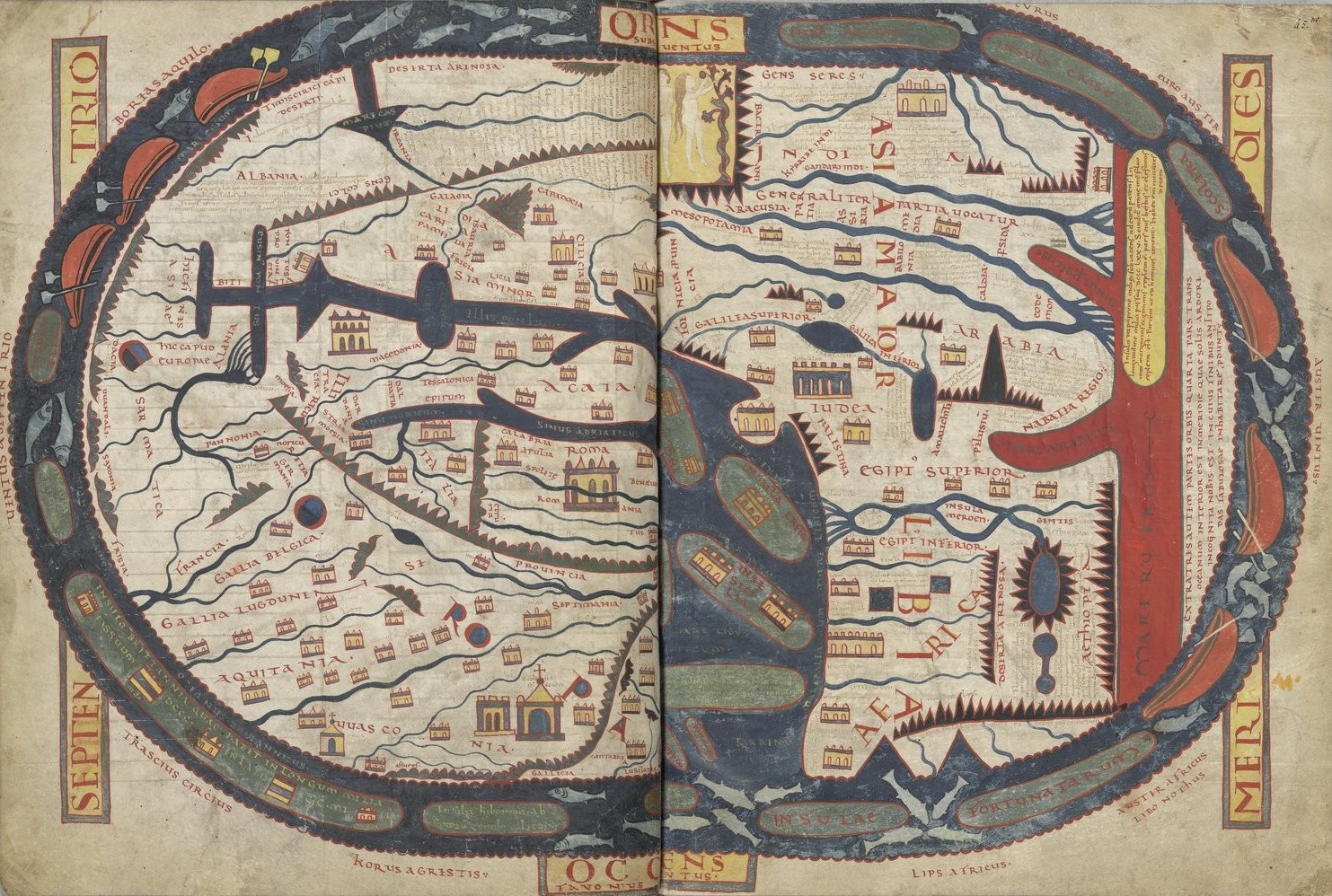
En el prólogo de esta obra figura un mapa del mundo, llamado mapamundi, destinado a ayudar al lector a localizar los lugares mencionados en las Santas Escrituras.

El Apocalipsis de Juan es el último libro del corpus bíblico cristiano. La clase literaria apocalíptica (del griego apocalupteïn, revelar) que florece en el período intertestamentario (entre el siglo II y el siglo I a. C.) encuentra sus raíces, no en el Nuevo Testamento, sino en los últimos libros del Antiguo, en particular, algunas partes del Libro de Daniel (escrito hacia 167 antes del J.C.): el Apocalipsis tiene entonces más relaciones conceptuales y de contexto con la cultura semítica del Antiguo Testamento que con el mundo de los Evangelios. El Apocalipsis de Juan se redactó en el último tercio del siglo I, durante las persecuciones de Néron, después de la de Domiciano contra los cristianos que se negaban a rendir culto el emperador.

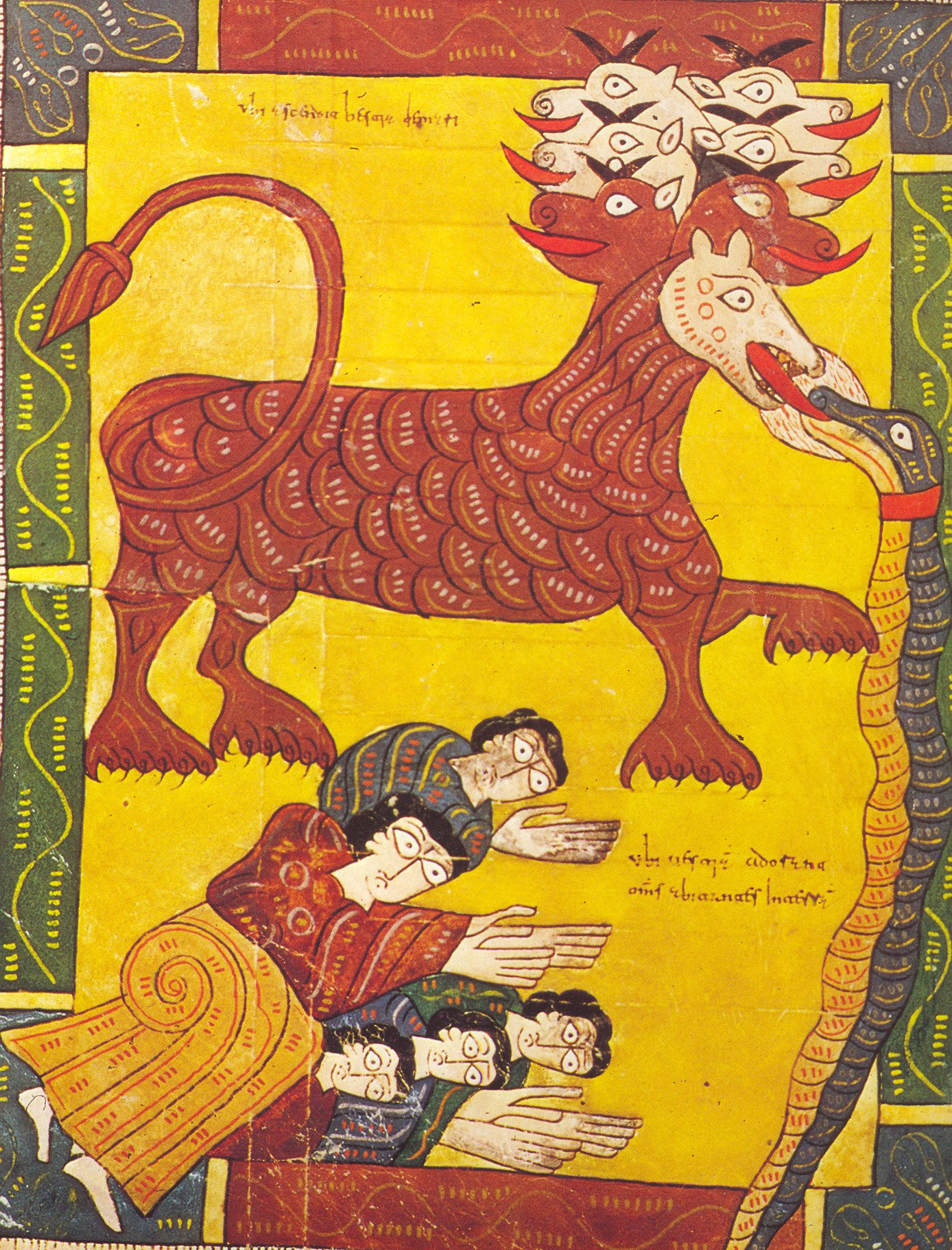
Beato de El Escorial, f°108v. Adoración de la bestia y del dragón..

Un apocalipsis es un «descubrimiento» del futuro, revelado a un alma y transcrita bajo una forma poética más o menos críptica. Es un discurso escatológico. Se calificaron los Apocalipsis de Evangelios de la Esperanza, ya que anuncian a poblaciones martirizadas que el mal histórico consigue una felicidad eterna. El texto parece generalmente oscuro a los que no están penetrados de la cultura bíblica: destinado solamente a los creyentes, hace referencia a la Historia Santa y a libros proféticos del Antiguo Testamento. Por eso su alcance «político» escapa a los perseguidores. Es pues una concepción de la historia (una «teología de la historia», escribía Henri-Irénée Marrou) destinada a mostrar a los que sufren cómo el Bien Supremo se encontrará al término de una marcha históricamente necesaria a través del Mal.

### El mensaje

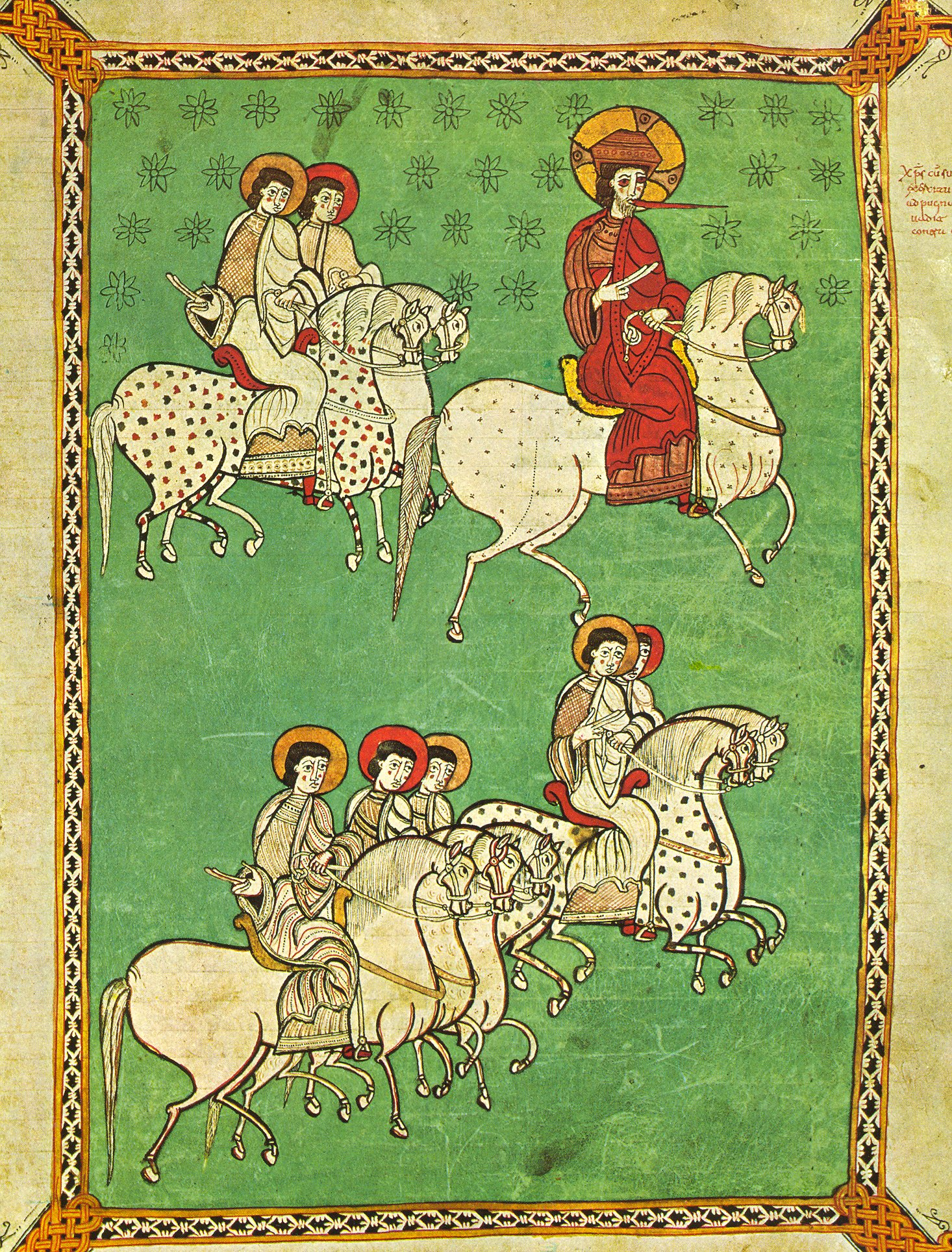
Beato de Osma, f°151. El Cristo vencedor.

El Apocalipsis se presenta como el libro de la resistencia cristiana. Los grandes símbolos toman un nuevo sentido. El animal, que designaba al imperio, se convierte en el nombre del emirato (convertido más tarde en califato): Babilonia no es ya Roma sino Córdoba, etc.
El Apocalipsis, que se había interpretado como una profecía del final de las persecuciones romanas, se convierte en el anuncio de la Reconquista. Es una promesa de entrega y castigo. El desciframiento es sencillo para las masas que creen, y este libro termina por adquirir, en Al-Ándalus, más importancia que los Evangelios.

### Arma teológica
El Apocalipsis, que los arrianos se negaban a considerar como un libro revelado, y que se centra en la divinidad del Cristo, se convierte, a partir del siglo VIII, en el texto «faro» de los cristianos que resistían. El Apocalipsis es pues una obra de combate, verdadera arma teológica, contra todos los que no veían en Cristo una persona divina en el mismo plano que Dios padre. El clero de Asturias reanuda la prescripción del IV Concilio de Toledo (633): so pena de excomunión, «el Apocalipsis debe considerarse como un libro canónico; se leerá en la misa entre la Pascua y Pentecostés». Tengamos en cuenta que tal obligación solo se refería, de la Biblia entera, a este único texto.

### Santiago
El Comentario del Apocalipsis menciona que Santiago es el evangelizador de Hispania. Algunos historiadores piensan incluso que Beato es el autor del himno O dei verbum, en el cual se califica a San Yago de santo patrón de España.
Al principio del siglo IX «se descubre» la tumba de Santiago en el «Campo de Estrella» (es decir, Compostela), que se convertirá en Santiago de Compostela. Allí se habrían transportado las reliquias del hermano de san Juan Evangelista un siglo antes, desde Mérida, para sustraerlos a los profanadores musulmanes. Dado que en la época se asignó el Apocalipsis a san Juan, Beato quiso quizá honrar también a su hermano Santiago el Mayor, y hacer de los dos hijos de Zebedeo los vectores de los valores de la España martirizada, resistente y gloriosa.
Beato muere en 798, antes de la primera mención a la tumba del «Matamoros».

## La iluminación mozárabe

### Generalidades
En 1924 tiene lugar en Madrid una exposición de manuscritos españoles con miniaturas (Exposición de códices miniados españoles). Y si los beatos son especialmente estudiados es debido a que impusieron nuevas formas en el ámbito artístico.

Ya estos pintores del siglo X habían practicado una técnica de glacis. Gauguin, precedido de Matisse en las contracurvas,  con sus contornos fluidos, inventando la expresividad realista de Picasso  en las Señoritas de Aviñón. Y de hecho, (...) hasta el arte de los retratos cubistas no se volverá a ver el rostro a la vez de frente y de perfil, hasta la desmesura animal del pintor del Guernica, que no encuentra grandes deslumbramientos en estos miniaturistas que se anticiparon a su milenio.
Jacques Fontaine, El arte prerrománico hispánico II, el Arte mozárabe, col. Zodíaco, éd. del Pierre-Qui-Vire, 1977, p.305.

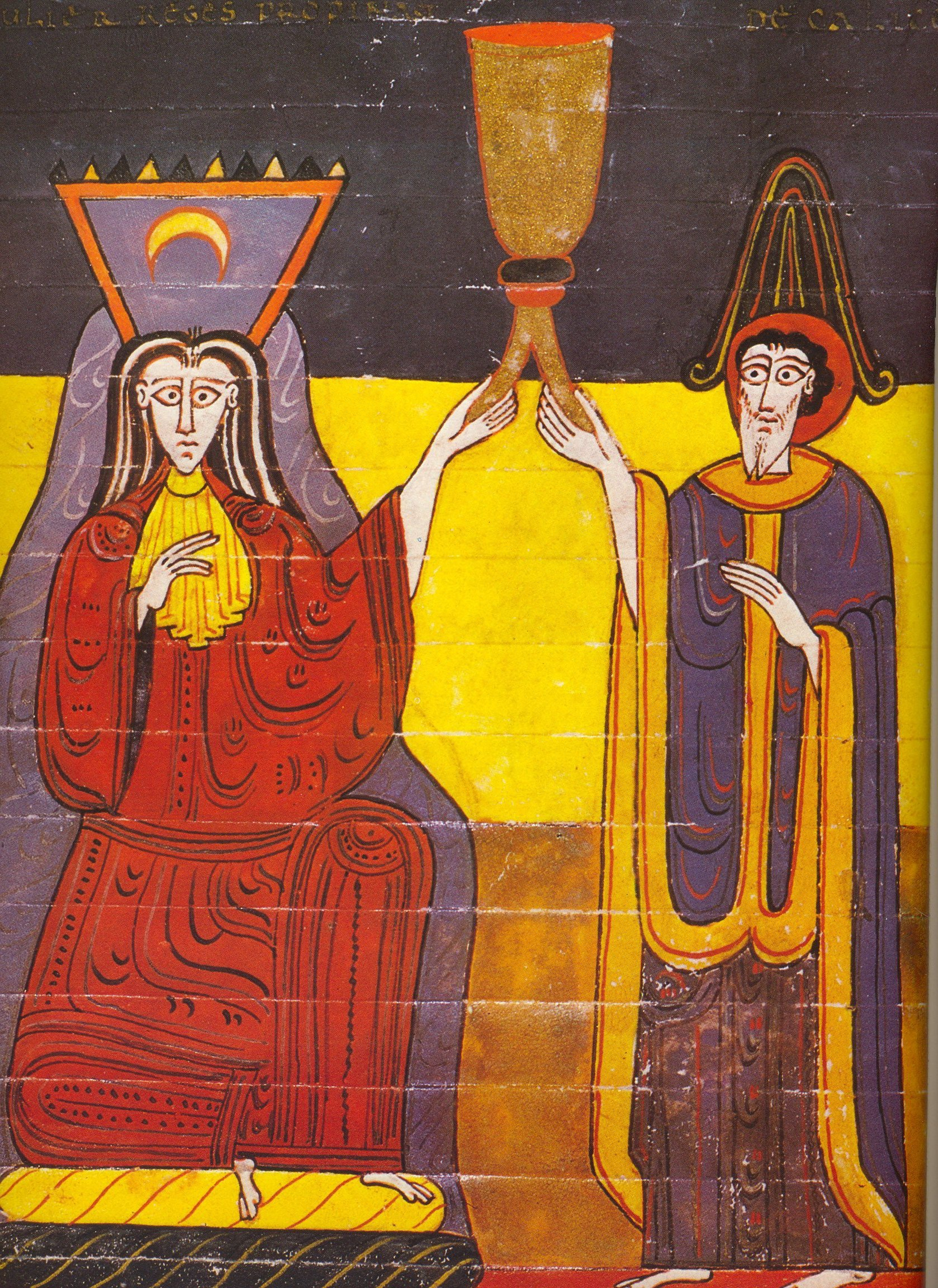
Beato de Facundus, f°224v La Gran Prostituta se embriaga con un rey.

La fascinación por estos libros tiene pues una dimensión doblemente visionaria, como si las formas hubieran profetizado. Ha parecido a muchos que los beatos contenían la complejidad misma de lo que anunciaban, ofreciendo insuperables respuestas a cuestiones que aún balbuceaban en la época de su redescubrimiento.

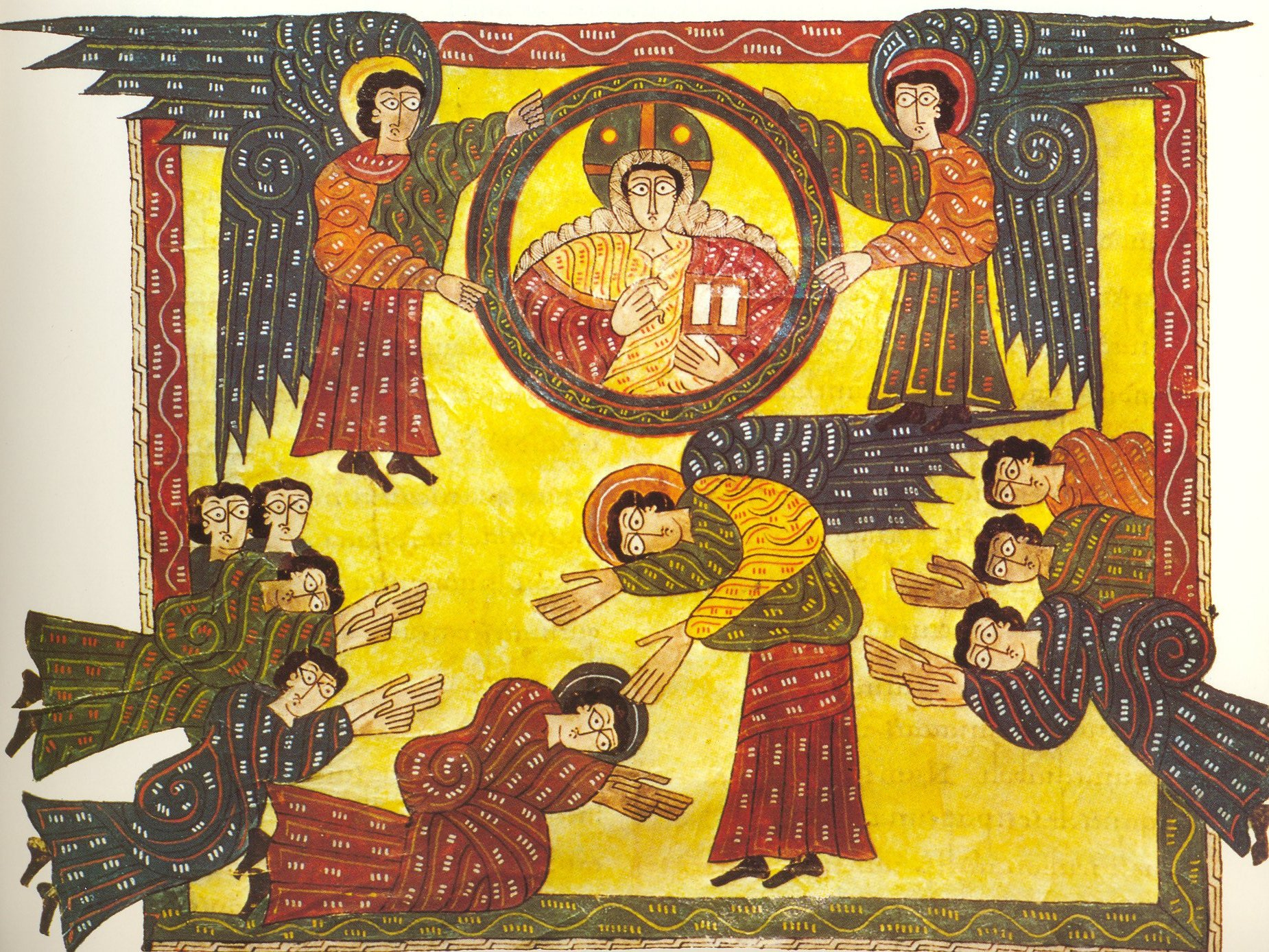
Beatus de El Escorial, f°142v. Adoración divina y Teofanía final.

Por supuesto, el arte mozárabe no nació de la nada: las raíces se encuentran en las corrientes visigóticas, carolingias, árabes, y hasta en el arte copto cuyas estilizaciones particulares son bien identificables.
Y si los especialistas detectan incluso contribuciones más alejadas, mesopotámicas, sasánidas, eso no significa que el arte mozárabe no sea más que la producción de artistas de segundo orden, sin gran personalidad, diluyendo su falta de imaginación en el eclecticismo. Lejos ser una simple ilustración que no añadiría nada al texto, o incluso que desviaría al lector, la coloración mozárabe, a menudo en toda la página e incluso en doble página, como lo reconoce Jacques Fontaine, conducía el alma desde la lectura del texto hasta la profundización de su sentido en una visión.
Entre las obras más notables (si se excluye el beato), es necesario citar la Biblia miniada en  920  por el diácono Juan en el  monasterio de Santa María y San Martín de Albares (dicha Biblia de Juan de Albares, se conserva en los archivos de la catedral de León.
«¡Qué audacia moderna en todos los trazados! Abstracción de la figura, grafismo libre, decorado significativo: Juan de Albares es el más destacadamente moderno, el más excesivamente intrépido de los iluminadores mozárabes». (Jacques Fontaine, obra citada, p. 350).
Al observar estas imágenes, no tenemos el sentimiento de que más de diez siglos nos separan.

### Los beatos

#### Los reflejos de una liturgia

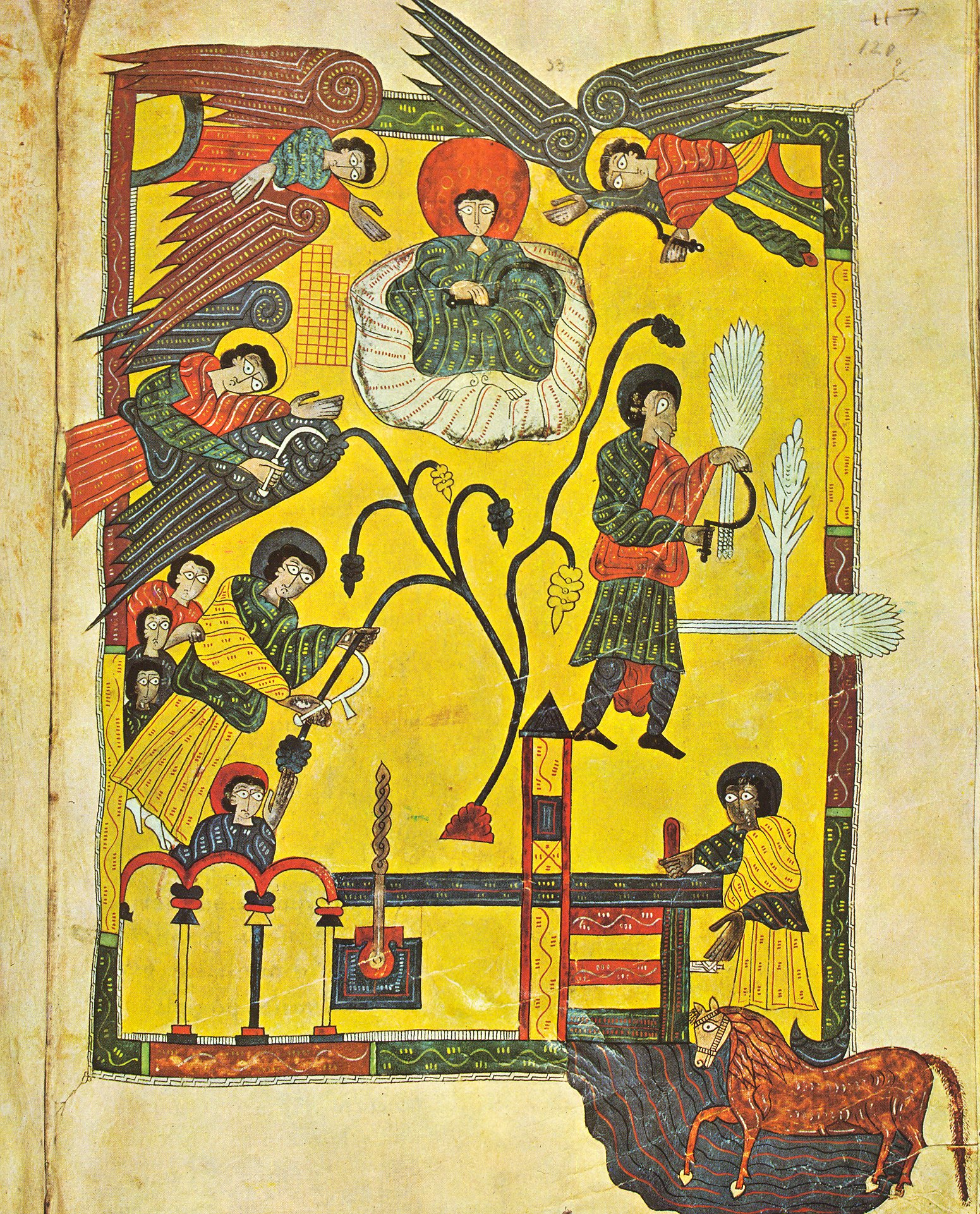
Beatus de El Escorial, f°120. Cosecha y vendimia escatológica.

Quedan una treintena de manuscritos miniados del Comentario del Apocalipsis redactado por Beato en la Abadía de Santo Toribio de Liébana en 776, 784 y 786. De ellos, veinticinco están completos, veintidós tienen imágenes, pero solamente una decena pueden considerarse como antiguos. Según algunas hipótesis, el manuscrito se decoró desde el principio, como hacen pensar las partes insertadas en el texto, que hacen referencia a una imagen. Pero no se ha conservado ninguno de estos protobeatos.
Las imágenes impactan incluso a los que conocen bien el Apocalipsis. Pero no es subestimar el genio de los miniaturistas, reconocer la relación de muchos elementos con la realidad que los rodeaba. Si los decorados, los muebles, las actitudes parecen ser puros productos de la imaginación, es porque la liturgia que los suscitaba no nos es familiar; por eso atribuimos a la invención lo que estaba incluido en la observación. Una vez más conviene atender al talento literario y la precisión de Jacques Fontaine:

Hay quizás que esperar, de estas ilustraciones, visiones de las liturgias mozárabes que conservamos en las miniaturas, en particular las de los beatos. Pues aqui se alimentan mutuamente cosas vistas y visiones. Si los fastos de la liturgia humana ya significan la realización imperfecta y figurativa de la gran liturgia celestial del Apocalipsis, es evidente,  en el sentido más propio -el de una visión inmediata-, que el pintor Magius sus alumnos y sus imitadores no han podido imaginar lo que no veían más que a partir de lo que veían. De ahí tantos  altares con cálices, coronas votivas suspendidas sobre estos altares, que son como la proyección onírica de lo que los monjes mozárabes veían en sus iglesias y vivían cada día, pero sobre todo en las grandes fiestas.
Obra citada, pp.47-48

.
Esta liturgia, estos objetos, estas luces deslumbraban a los propios árabes, como ese canciller musulmán que había asistido a una ceremonia nocturna en una iglesia de Córdoba, como lo informa su cronista, también musulmán:

La vio cubierta de ramas de mirto y suntuosamente adornado, mientras que el sonido de las campanas resonaba en su oído, y que el resplandor de los cirios deslumbraba sus ojos. Se detuvo fascinado a pesar suyo, a la vista de la majestad y la alegría consagrada que irradiaba de este recinto; se acordó a continuación con admiración de la entrada del sacerdote y los otros adoradores de Jesucristo, todos revestidos de ornamentos admirables; el aroma del vino viejo que los ministros vertían en su cáliz y donde el sacerdote empapaba sus labios puros; el comportamiento modesto y la belleza de los niños y adolescentes que servían cerca del altar; la recitación solemne de los salmos y rezos consagrados; finalmente todos los demás ritos de esta ceremonia; la devoción y la alegría solemne al mismo tiempo, con que se desarrollaba, y el entusiasmo del pueblo cristiano...
Jacques Fontaine, obra citada, p.49

### Manuscritos personalizados
Si se excluyen algunas visiones trágicas de condenación eterna, algunas posturas de desesperación, así como lo observa Jacques Fontaine, «lo dominante en estas obras es una contemplación serena» (obra citada, p. 361).

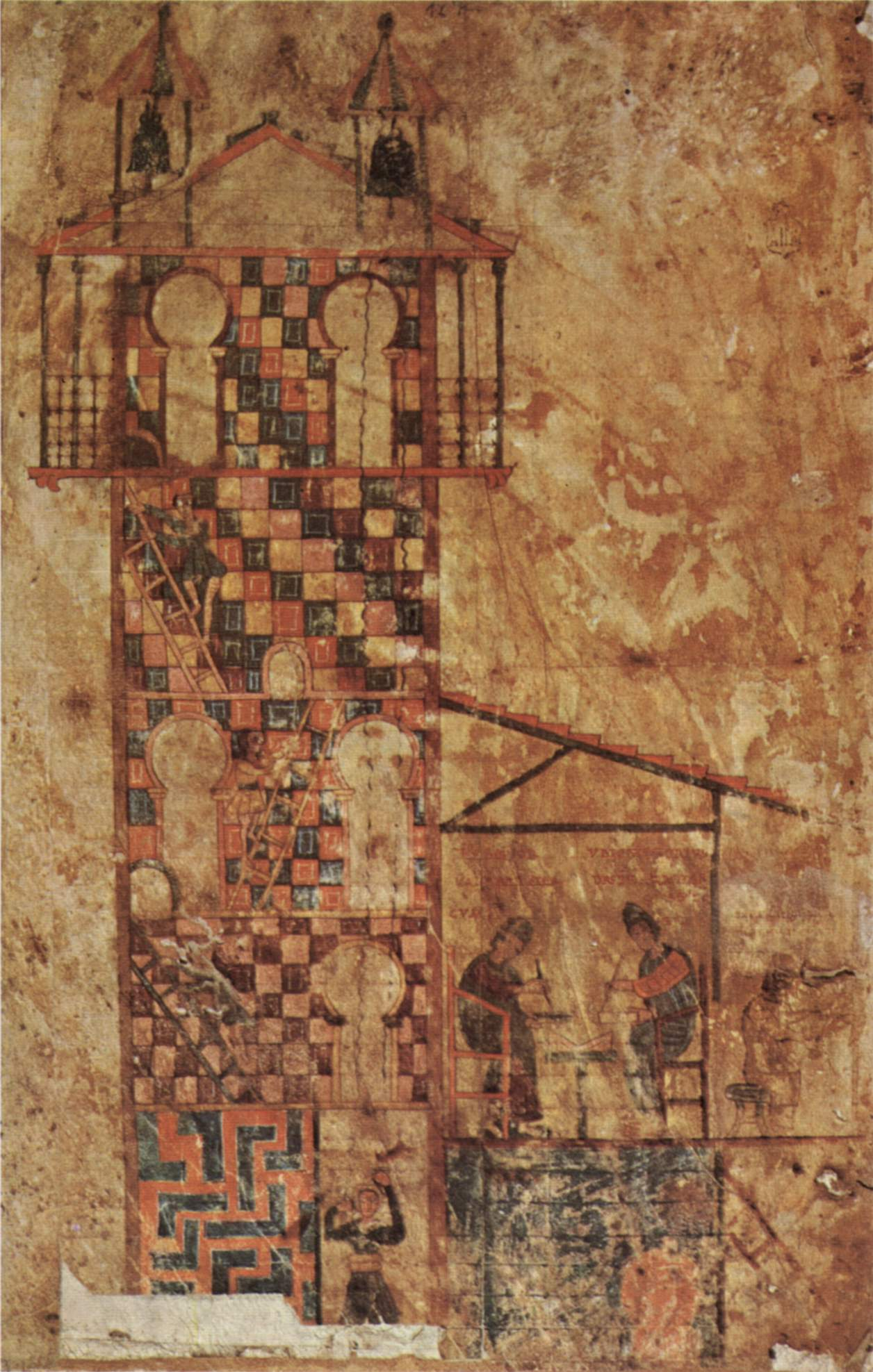
Beato de Tábara, f° 139. La Torre de Tabara.

La humanidad e incluso el humor están presentes en los colofones. Así pues, en el Beato de Tábara, el pintor Emeterio, en un dibujo, representa la torre de la biblioteca y el propio scriptorium Contiguo, se representa él mismo y añade estas palabras: «Ô torre de Tábara, alta torre de piedra, tan alto que, Emeterio permaneció sentado, muy curvado sobre su tarea, durante tres meses, y que tuvo todos sus miembros baldados por el trabajo del cálamo». «Este libro se terminó del 6 de las calendas de agosto el año 1008 de nuestra era a la octava hora». (en Jacques Fontaine, obra citada, p. 361).
Estos colofones no son en ninguna parte tan abundantes como en las obras mozárabes. Los Beatos pueden así asignarse y datarse con una gran precisión, lo que permite un estudio serio de las cuestiones de filiaciones estilísticas. Sabemos así como Magius realizó las pinturas del Beato de Pierpont Morgan Library, que una pintora llamada Ende ayudó a su alumno Emeterio en la realización del Beato de Gerona.

### Técnicas y colores
El soporte es generalmente el pergamino, y también el papel (presente en la península a partir del siglo XI ).
El texto estaba escrito en tinta color pardo (o que se volvía parda). Los títulos están a menudo en rojo. Este color servía también para dibujar el contorno de los elementos de la página. Los pintores seguían en eso las recomendaciones de Isidoro de Sevilla extraídas de las Etimologías: se trazan en primer lugar los contornos, luego se procede al relleno de las figuras con ayuda del color.

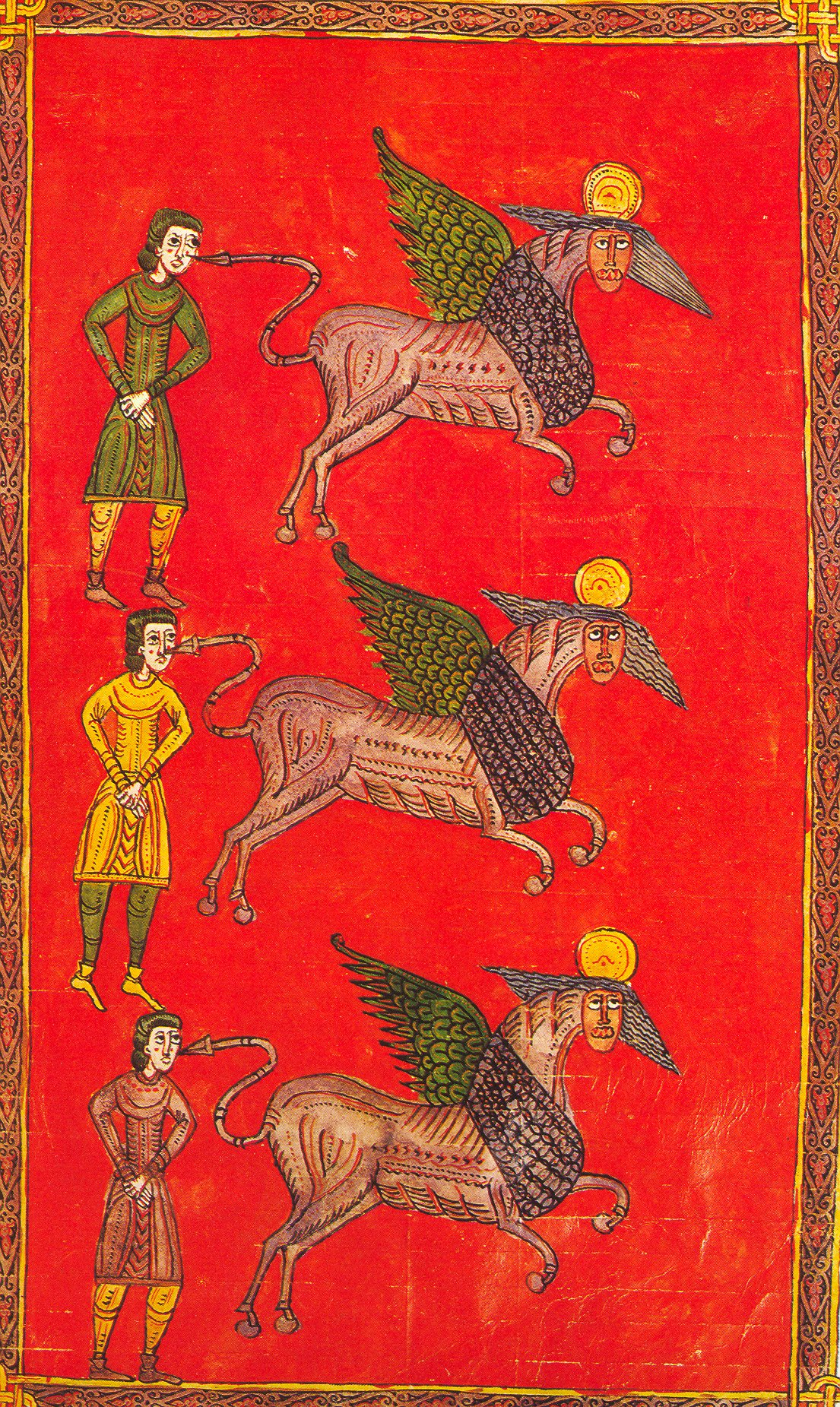
Beato de Burgo de Osma, f°108. El 5.ª trompeta, los caballos infernales.

Los colores de las pinturas son el rojo (más o menos oscuro), el ocre, el verde oscuro, el rosa-malva, el azul oscuro, púrpura, anaranjado, y sobre todo el amarillo huevo muy luminoso, muy intenso, consustancial a la pintura mozárabe. Se emplea el negro también. El azul claro y el gris son raros.
Los colores «calientes» son los predominantes: rojo, anaranjado, amarillo. Aquí aún, los pintores siguen la enseñanza de Isidoro de Sevilla que hace una aproximación etimológica (pues, para él, fundado en la esencia de las cosas) entre las palabras color (latín color) y calor (latín calor): «Se nombran los colores así porque se elevan a su terminación (perfección) por el calor del fuego o el sol» (Etimologías, XIX, capítulo XVI).
El oro (metal) es muy raro. Se encuentra presente, o previsto, en el Beato de Gerona y en el Beato de Urgel.
Algunos manuscritos están inacabados, lo que, por otra parte, nos informa sobre las etapas de su elaboración. En el Beato de Urgell (ms 26, f°233) o en el de la Real Academia de la Historia de Madrid (ms 33, f°53), el dibujo solo está parcialmente coloreado.
Los colores son puros, sin medias tintas, sin mezclas, sin transiciones de uno a otro.
Mientras que en el primer Beato eran bastante mates, o, al menos, discretos, los beatos de segundo estilo (mediados del siglo X) llaman la atención por la brillantez de sus colores. Sin duda se debe a la utilización, sobre un fondo barnizado a la cera, de nuevos ligantes. como el huevo o la miel que permiten la obtención de transparencias y tonos vivos, luminosos.

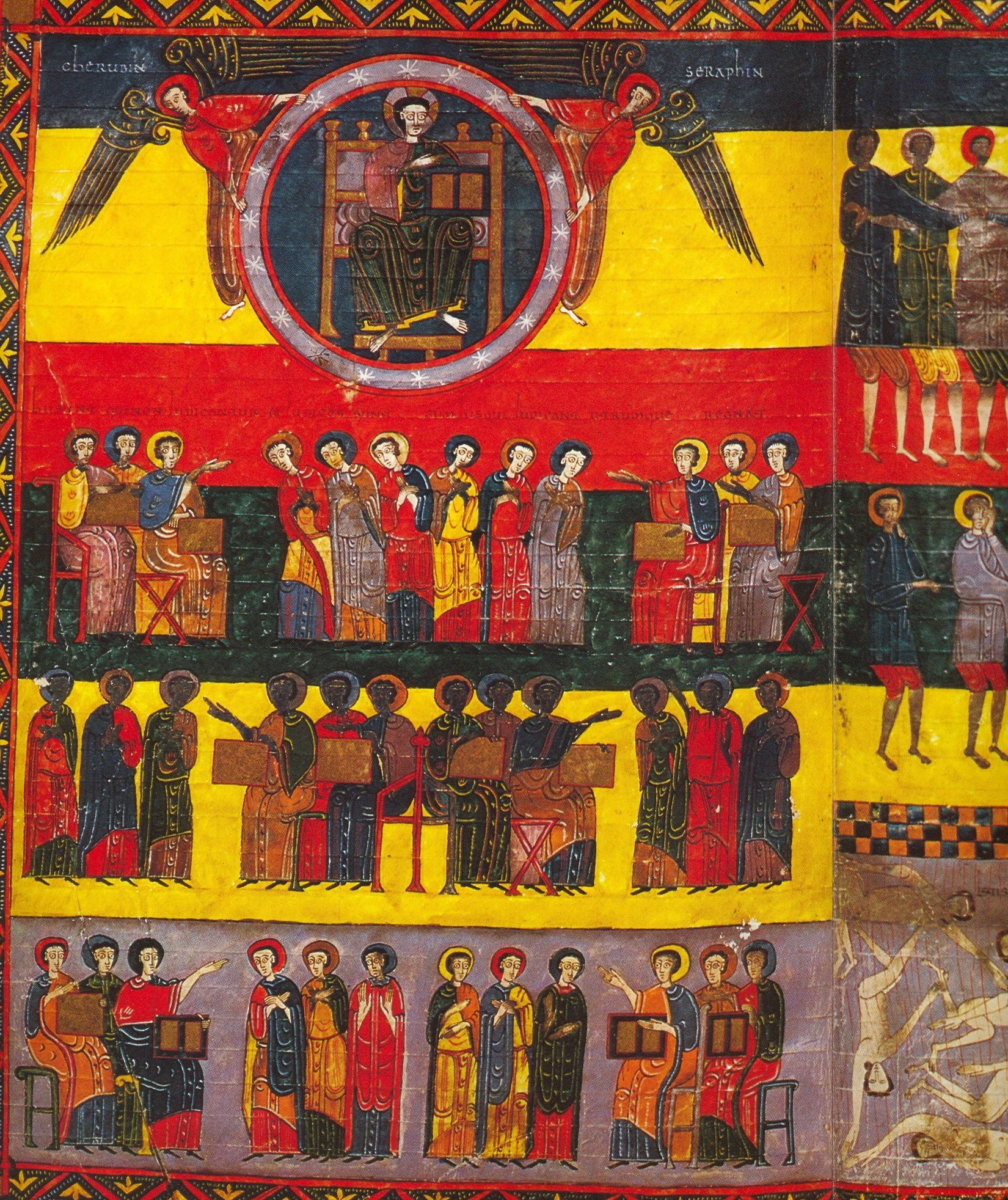
Beato de Facundus, f°250v. El Juicio Final.

Si se excluyen los refinamientos de los tonos del Beato de Pierpont Library (y, por supuesto el único exotismo del Beato de Saint Sever), los colores están distribuidos más bien en oposiciones intensas, y utilizados para contribuir a la irrealidad de las escenas.
«Digamos aquí que los tonos utilizados por los pintores mozárabes son bastante poco imitativos, y, al contrario, empleados generalmente para su propio impacto». Este aspecto del color, en la pintura figurativa, es el que se consideraba como normal, e incluso como fundamental, por Isidoro de Sevilla: «Por otra parte, se dicen que cosa pintada es cosa fingida»; ya que toda pintura es imagen fingida, y no realidad (Mireille Mentré, obra citada, p. 162).
Por supuesto, cuando Isidoro de Sevilla habla de verdad, la entiende como la conformidad con la realidad sensible. Pero como vimos con el problema del espacio, los pintores de los Beatos no buscan una adecuación con el mundo de la percepción. La realidad que dan a conocer es de carácter espiritual.
Los colores ni son mezclados, ni rebajados. El modelado, la sombra, el rebaje, solo aparecen en el Beato de Saint-Sever.
En los beatos españoles, la vivacidad de los colores, sus contrastes, la violencia misma de algunas yuxtaposiciones, conducen extrañamente la mirada a no detenerse en una percepción global, sino hacia los elementos constitutivos de la página.
Aquí también, como con el tratamiento del espacio, el objetivo del pintor parece ser distraer al espíritu de las tentaciones de lo accidental para atraerlo a la esencia del relato ofrecida en la contemplación estética.

#### Formas, disposiciones y significado

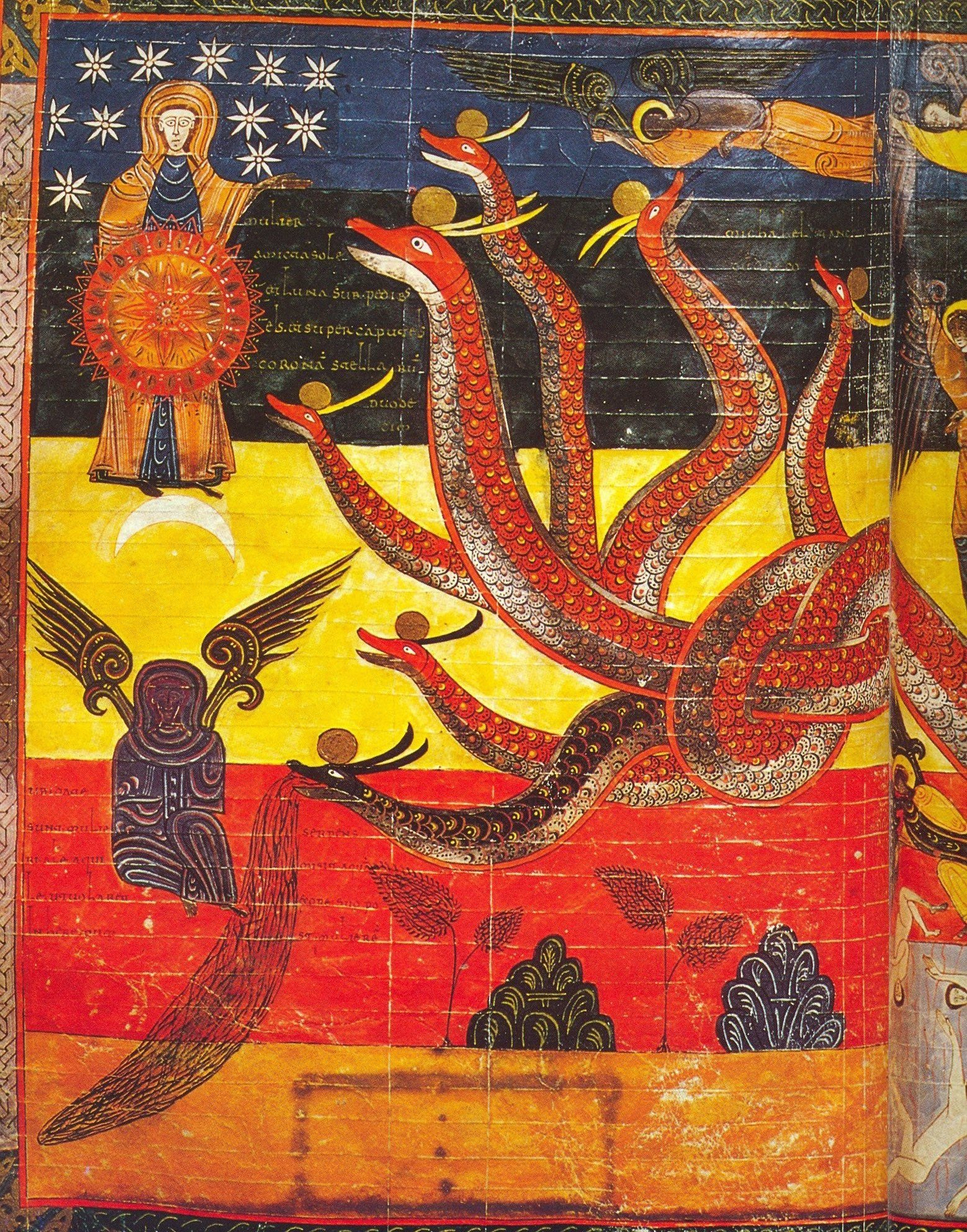
Beato de Facundo, f°186v. La mujer y el dragón.

Una de las originalidades de muchas páginas de los beatos, es la presentación de las escenas sobre un fondo de amplias bandas pintadas, horizontales, que no corresponden a ninguna realidad exterior. No se trata del cielo, el agua, el horizonte o de efectos de aproximación o alejamiento. Se habló con mucha razón de un «desrealización» del espacio por el color.
«Como más tarde en El Greco, la pintura resulta aquí método espiritual», escribe Jacques Fontaine (obra citada, p. 363). El mundo sensible se purifica de sus elementos anecdóticos solo para dejar sitio a la parte fundamental. Se trata de poner de manifiesto que pasa algo sin distraernos describiendo el lugar dónde eso pasa. Los protagonistas del drama apocalíptico exploran aún más lo que pasa en su alma (o en la del lector), con «esta fijeza huraña que llega, a veces, hasta el éxtasis, y a la desmesura», para recoger la fórmula de Mireille Mentré.
Las formas son geométricas, y la esquematización llega a veces hasta la abstracción. Así la representación de las montañas por círculos superpuestos. Estas convenciones son comunes a varios manuscritos.
Sin embargo lo decorativo nunca triunfa sobre lo simbólico: a pesar de la simplificación de las formas, de la multiplicidad de los ángulos de visión en una misma escena, las imágenes siguen siendo eminente y claramente la referencia. El esquematismo y la ornamentación nunca predominan sobre la legibilidad
Algunos manuscritos llevan «páginas-tapices», páginas completas situadas generalmente al principio del libro, dónde se encuentra, entre motivos geométricos y laberínticos, la información sobre el escriba, el pintor o el destinatario del manuscrito. Estas páginas imitan las encuadernaciones (contemporáneas del libro, pero también parece coptas), y se asemejan a veces a alfombras persas o turcas
En el Beato de Saint-Sever, al cual se reservará una parte especial, se encuentran páginas-tapices donde los entrelazados parecen de inspiración irlandesa.

#### Los ángulos de vista y la realidad conceptual

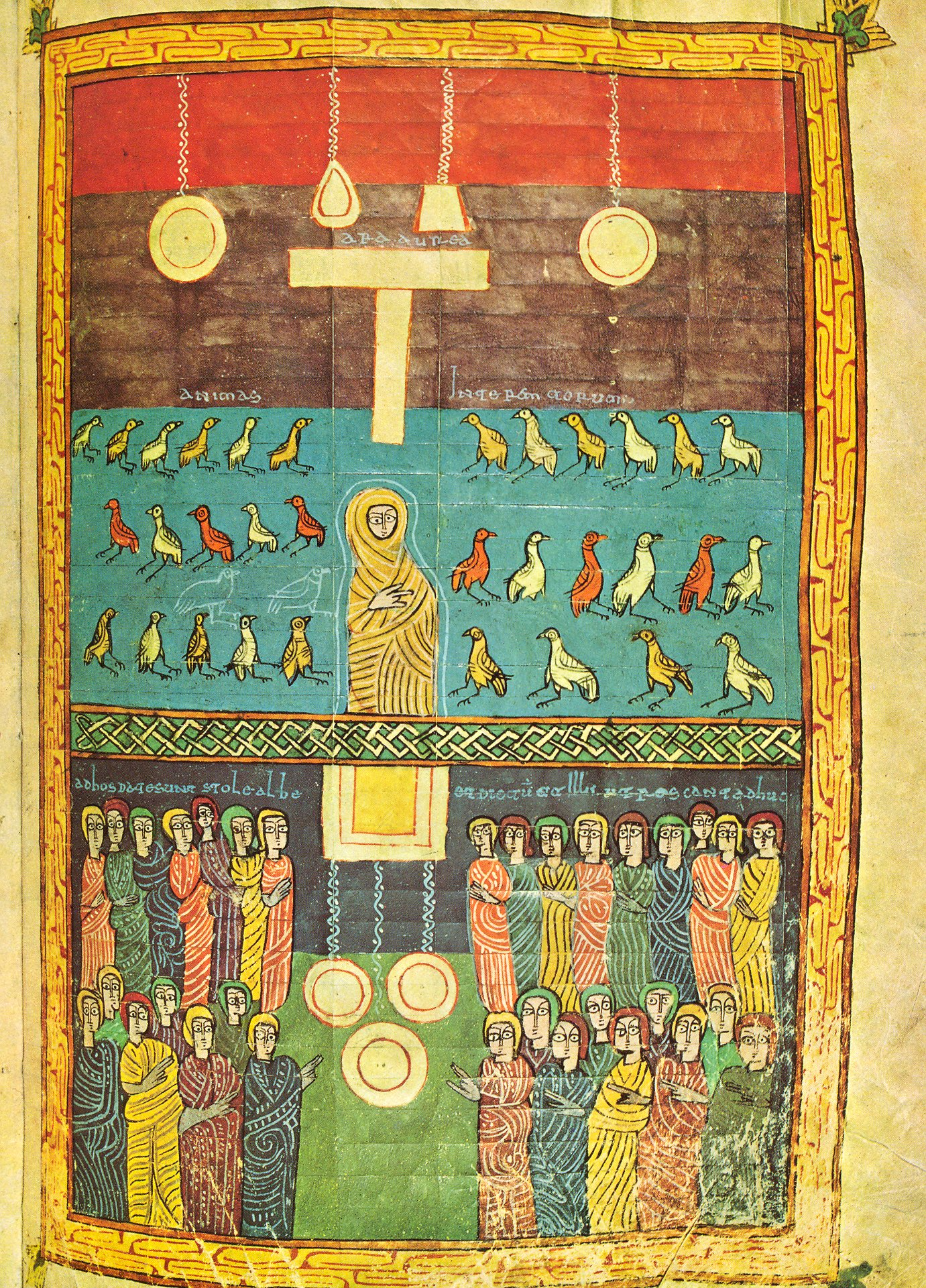
Beato de Urgell, f°106. El 5.º sello.

Es necesario volver de nuevo sobre la importante cuestión de los ángulos de visión. No hay perspectiva en la pintura mozárabe ni, en particular, en el Beato. Además, la bidimensionalidad de las figuras conduce a representarlas simultáneamente bajo varias caras, lo que es también una particularidad del arte copto. Pero, mientras que el recortado y el tres-cuartos están presentes en las representaciones coptas, los manuscritos mozárabes rechazan todo lo que podría bosquejar una tridimensionalidad. No sólo una figura puede componerse de una cara y de un perfil, sino establecer los detalles de cada uno de estos dos aspectos de un elemento y pueden establecerse de manera al parecer incoherente de cara o perfil.

El ejemplo más típico es el de la representación de las almas de los mártires bajo el altar en el fragmento del beato conservado en Silos. El altar, en la alta parte de la imagen, se ve de cara; este mismo altar, en la parte baja, se ve desde arriba; los cuerpos descabezados de los mártires, en la parte superior de la ilustración, se ven desde arriba; las cabezas de los mártires se colocan completamente en paralelo a la página; se ve a los pájaros, que simbolizan las almas, de perfil; se colocan, en la zona superior, junto al altar y vistas de cara, y, en la zona inferior debajo del altar, se ven algunas coronas votivas desde abajo; la cabeza del Cristo se ve de frente y en perspectiva de dignidad.
Mireille Mentré, obra citada, pp 156-157.

El Beato de Urgell presenta una imagen similar.
A veces una página muestra una ciudad cuyas murallas se ven de frente y arriba se ve lo que se encuentra dentro del recinto. Lo que importa al pintor, es representar todos los elementos esenciales de una visión, como si el espectador se encontrara al mismo nivel con cada uno ellos.

Observemos por ejemplo la plaga del Apocalipsis donde el cuarto ángel que toca oscurece la luna, el sol, los astros, tal como se manifiesta en el Beato del Pierpont Morgan Library (ms 644, f° 138v): es necesario, teóricamente, colocarse de frente a los astros y luego muy exactamente frente al ángel, y finalmente en frente de la tierra, ya que cada una de estas figuraciones debe comprenderse directa e independientemente, y todas son iguales con relación al ojo del espectador. Se tiene así una visión parcelada a nivel óptico, pero ordenada a nivel de concepto.
Mireille Mentré, obra citada, p. 158.

El autor de esta tesis sobre la pintura mozárabe destaca que lo que importa realmente para el artista, es la cohesión conceptual y no la cohesión perceptiva. Cada elemento está en relación directa con el espectador, pero no mantiene relación estructural con los otros elementos. La imagen no es el lugar donde se organizan los conjuntos de objetos para ofrecer la representación de una escena real; es la disposición de los elementos del relato, tomado uno a uno, lo que debe afectarnos por su dimensión simbólica.

«La síntesis perceptiva no se hace en los objetos, ni tampoco en los conjuntos», e incluso probablemente no tiene que hacerse del conjunto, en imágenes de este tipo. Las perspectivas utilizadas y las relaciones instauradas entre los motivos y figuras están incluidas en los criterios, finalmente, que pueden apenas darse por perceptivos, si se entiende por percepción la síntesis que hacemos de los datos ofrecidos a la vista. Las artes clásicas ofrecen un material que permite reconstruir esta síntesis, o incluso haciéndola, más o menos ilusoriamente, para nosotros. La pintura mozárabe no parte de estas preconcepciones.

La cohesión de la imagen funciona al nivel, esencialmente, de los conceptos, más que en las realidades tangibles; la figuración sobre todo es un apoyo a la comprensión y a la reflexión, más que un lugar probable para una escena real.
Mireille Mentré, obra citada, p. 159.

El Beato ofrece así una audaz desmultiplicación de las escenas destinada a favorecer la lectura espiritual.

Las figuras deben leerse según el orden del pensamiento y no según el orden de una realidad sensible incluida en un lugar, un tiempo, un espacio únicos y sintetizados.
Mireille Mentré, obra citada, p. 154

El arte, aquí, se hace auxiliar del sentido profundo de un texto. La visión apocalíptica no es la simple obra de arte: es tentador decir que el viaje místico en el Beato es indispensable para completar y purificar nuestra intelección de la palabra de San Juan.

#### De los modelos a los ejercicios de escuela
Todos los artistas de talento no son necesariamente genios creativos. Estos últimos fueron los que produjeron obras originales, no en el sentido vulgar del término, sino en que ellas fueron el origen de otras obras y de nuevas maneras de plantear y solucionar problemas estéticos. Así determinados Beatos proceden de un pensamiento fundador, mientras que otros, solo son suntuosos ejercicios de escuela.
Es el caso del Beato pintado por Facundo para Fernando I de León y la reina consorte Sancha de León, y acabado en 1047. Las miniaturas no tienen originalidad en la composición. La obra nos encanta por sus colores brillantes debidos sobre todo a un notable estado de conservación, y también por la elegancia de las formas. No obstante, es necesario reconocer que Facundo sigue meticulosamente, en cuanto a la estructura, las miniaturas del Beato de Urgell realizado en La Rioja o León en el año 975.
Basta con comparar el f° 19 de Urgell (el Cristo portador del Libro de Vida) con el f° 43 de Facundo; la doble página 140v 141 de Urgell (la mujer y el dragón) con la doble página 186v 187 de Facundo; la doble página 198v 199 de Urgell (la nueva Jerusalén) con la doble página 253v 254 de Facundo. Podríamos enumerar bastantes más páginas aún.

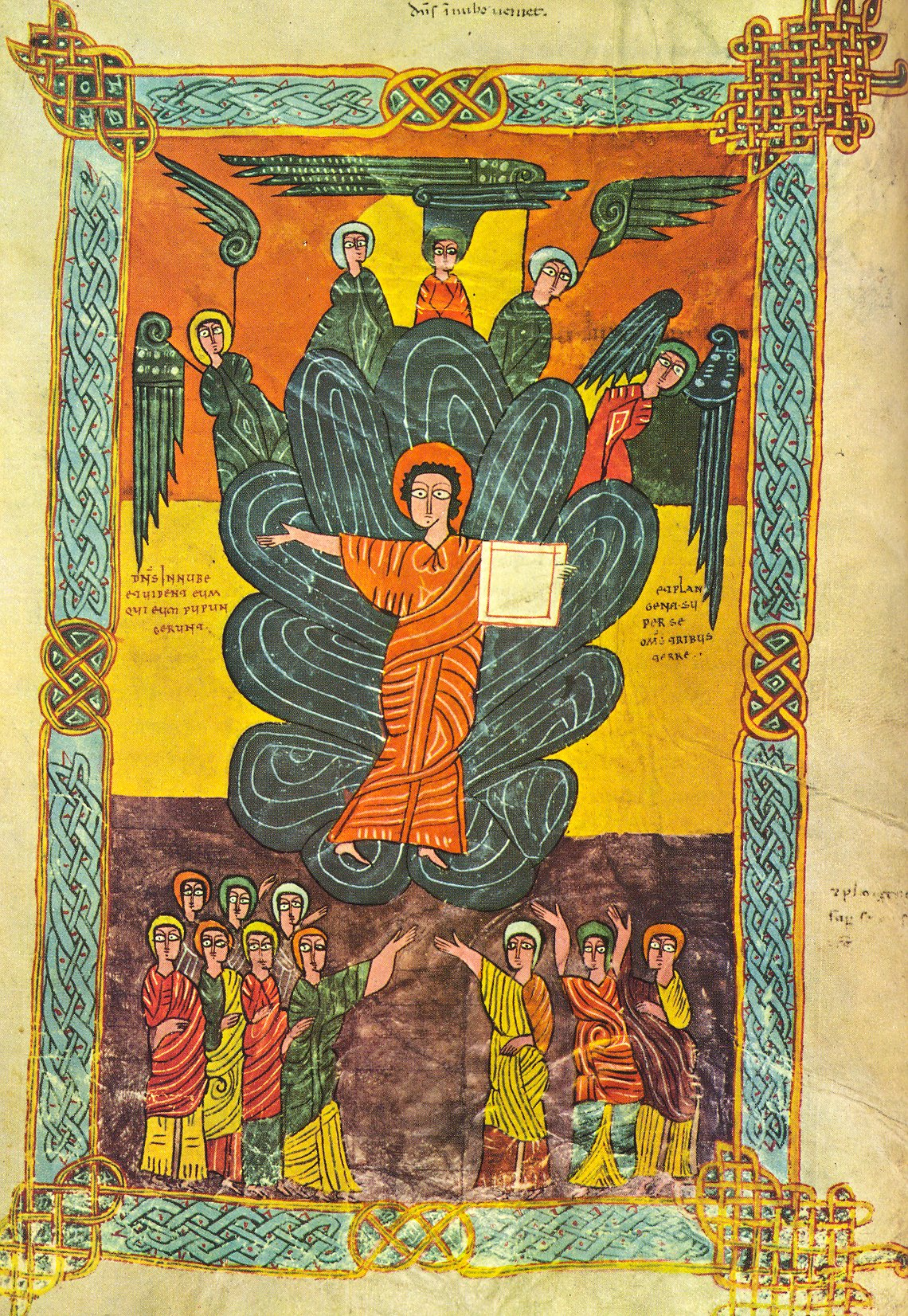
Beato de Urgell, f°19. La gran Teofanía.
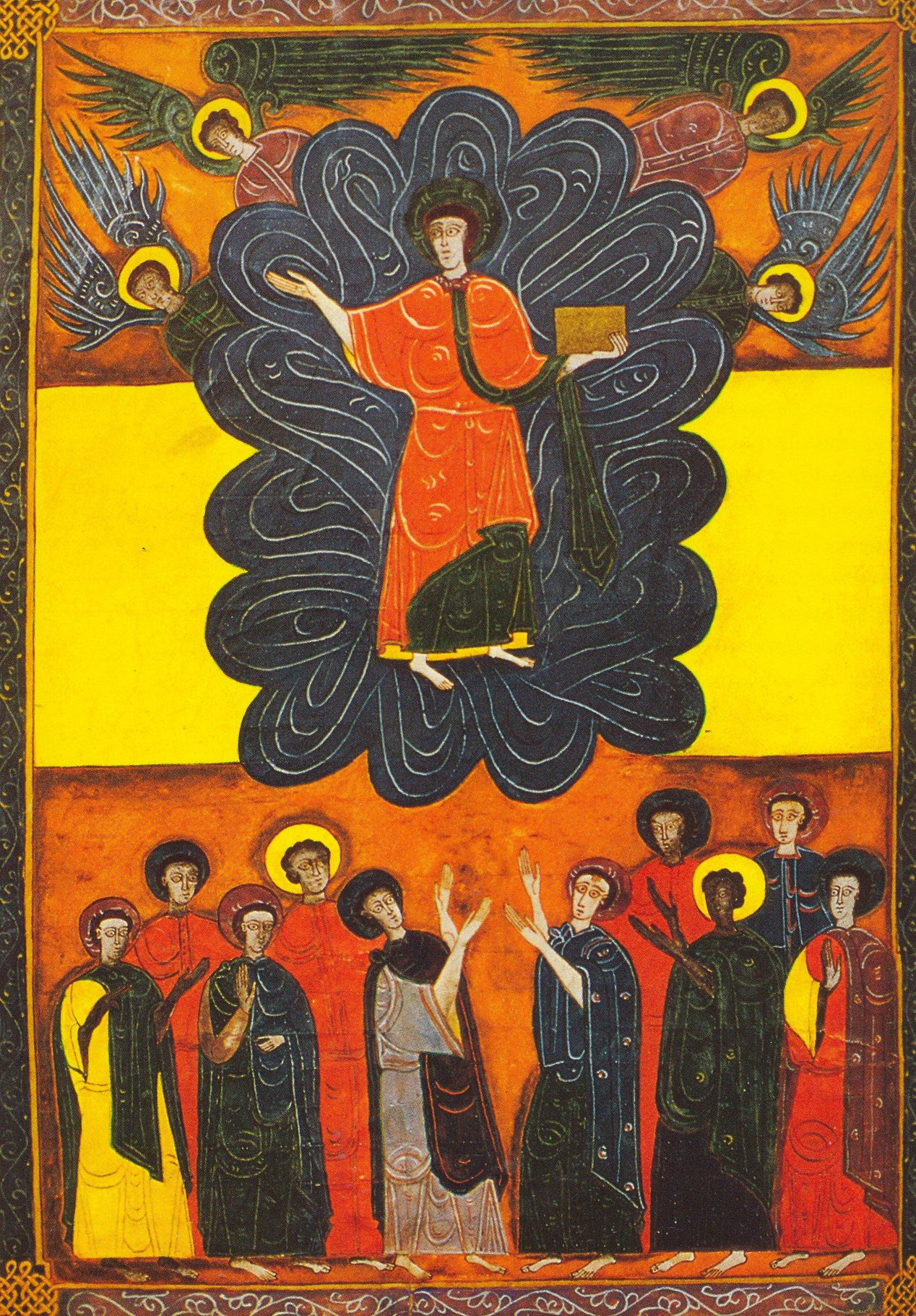
Beato de Facundo, f°43v, la gran Teofanía.
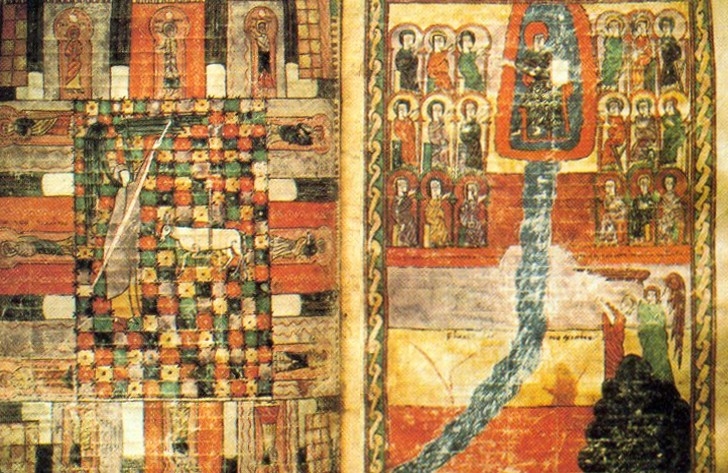
Beato de Urgell, f°198v-199. La nueva Jerusalén, el río de vida
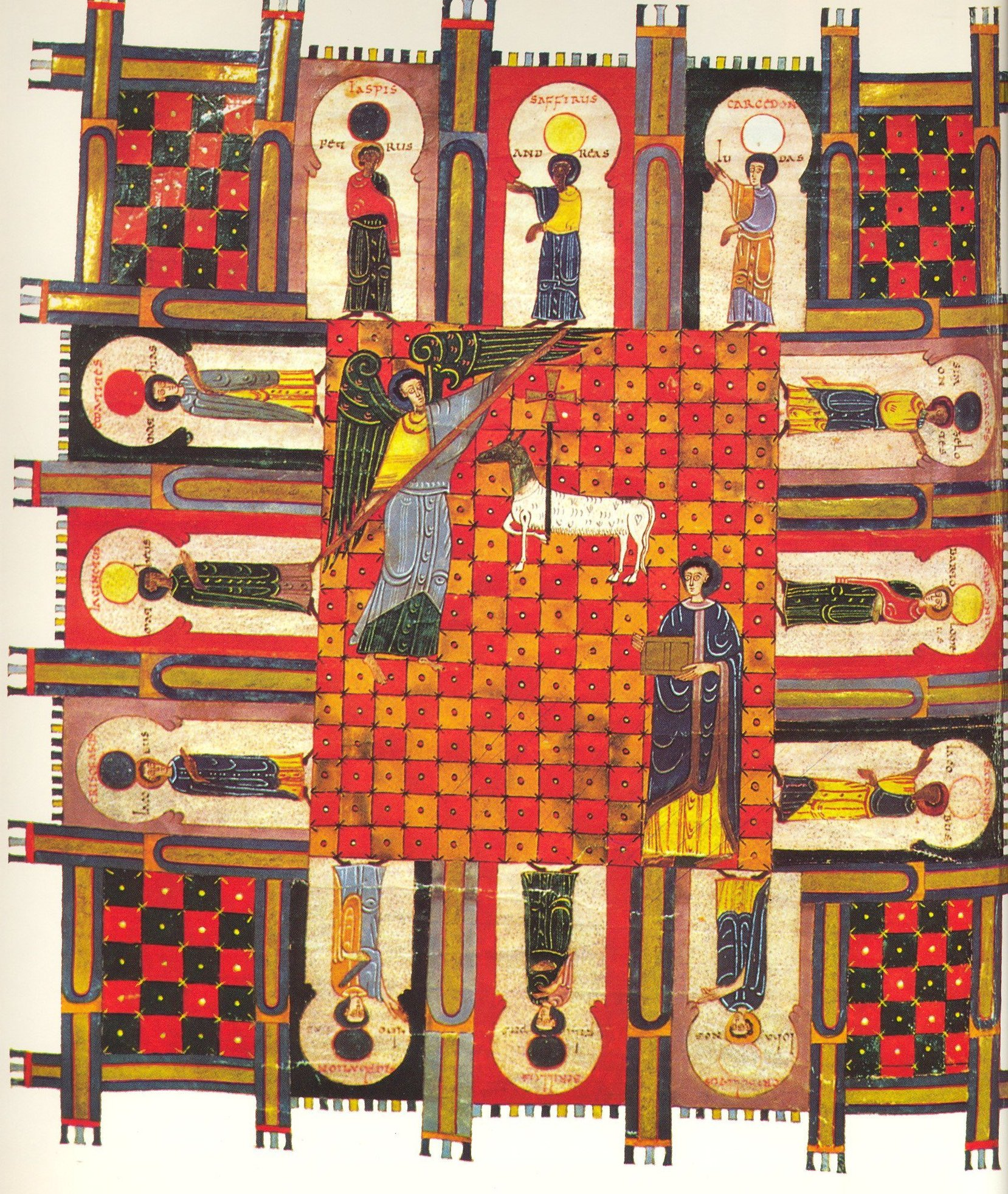
Beato de Facundo, f°253v. La nueva Jerusalén

Facundo se inspira también en gran medida en el Beato de Valladolid, terminado por el pintor Oveco en 970. Se compara el f° 93 del Beato de Valladolid y el f° 135 de Facundo; el f° 120 del Beato de Valladolid comparado al f° 171 de Facundo.

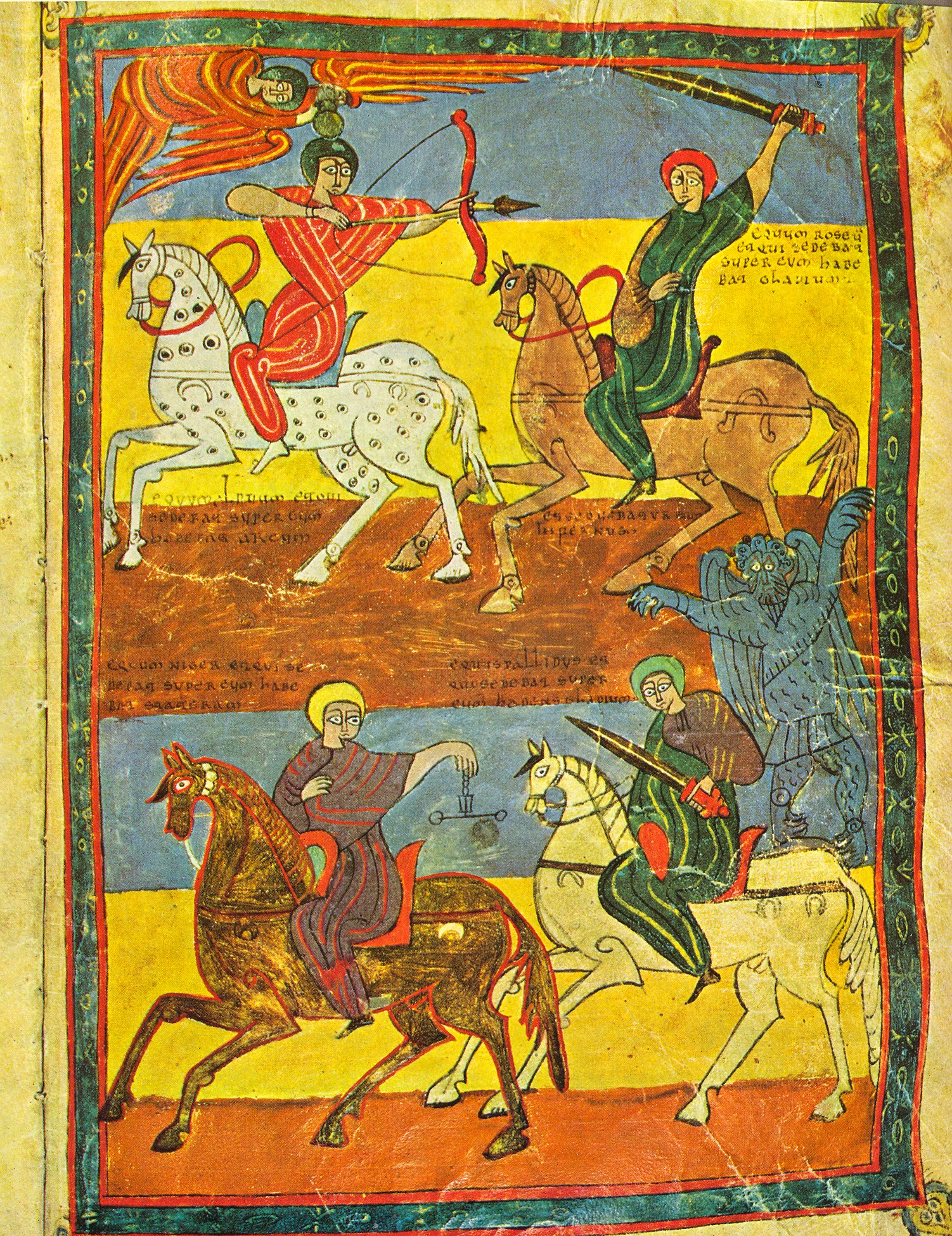
Beato de Valladolid, f°93. Los cuatro jinetes.
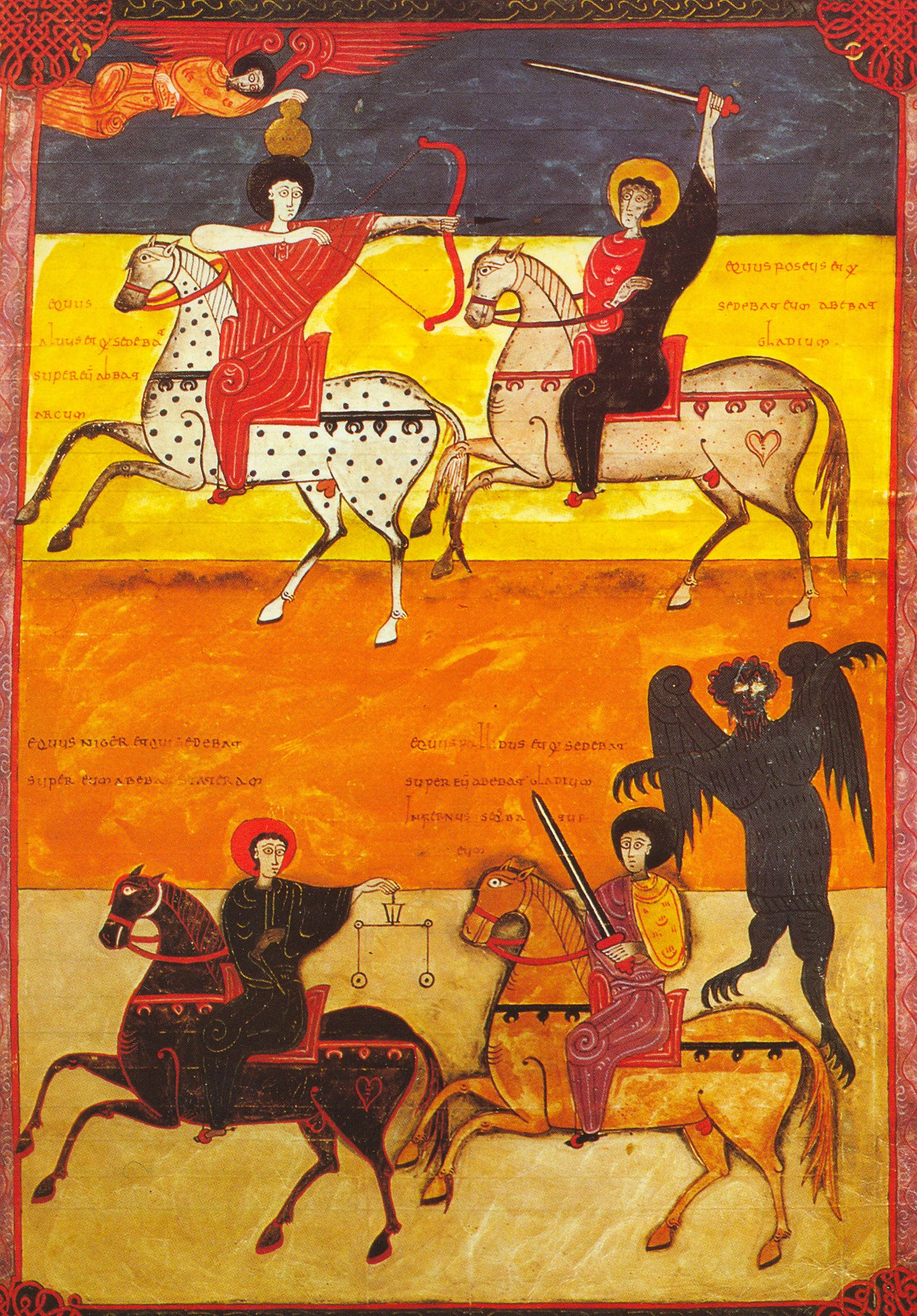
Beatus de Facundus, f°135. Los cuatro jinetes.
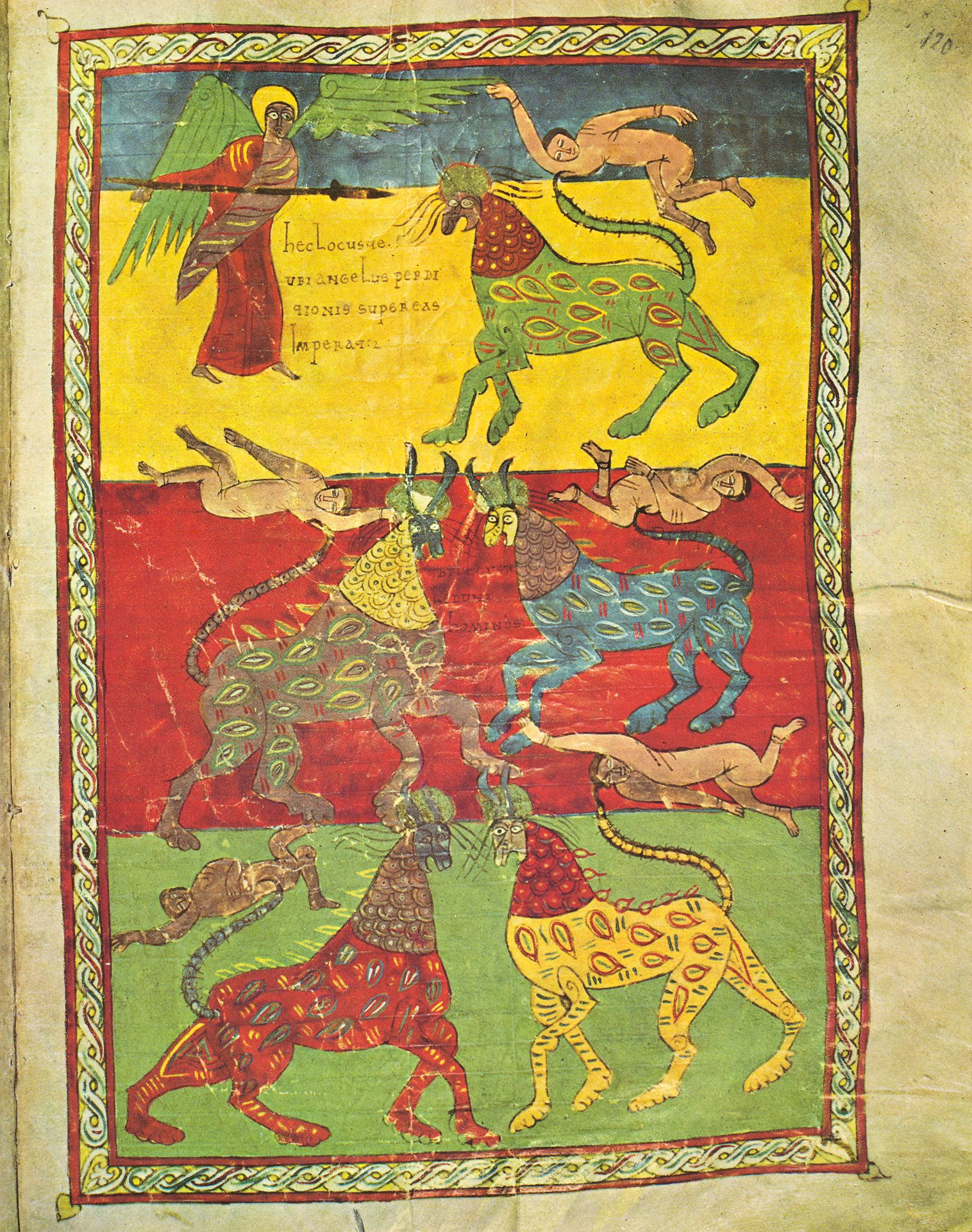
Beatus de Valladolid, f°120. Las bestias monstruosas
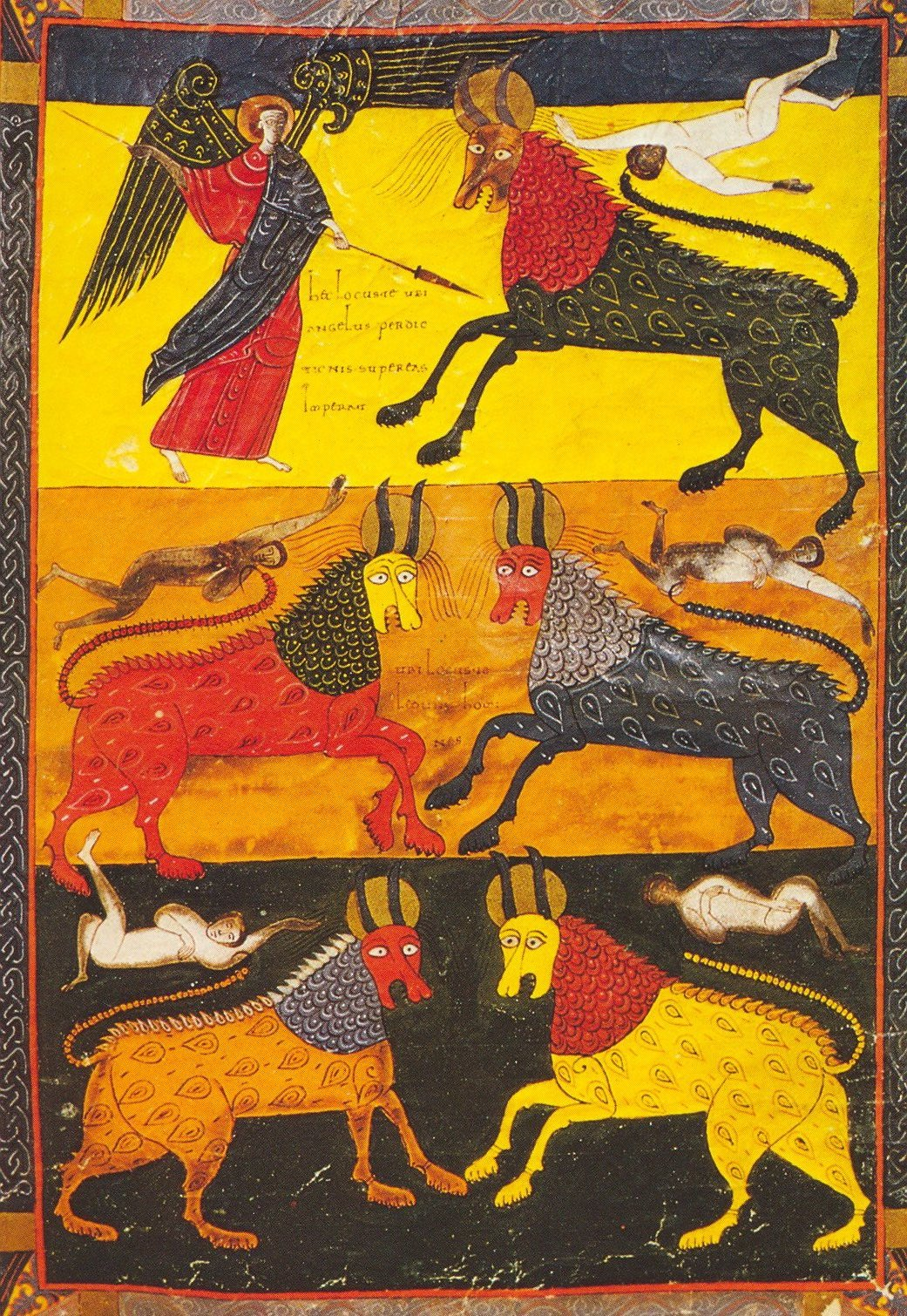
Beatus de Facundus, f°171v. Las bestias monstruosas.

Facundo también está muy influido por el arte de Magius (Beatus de Pierpont, acabado en 960), todas estas obras presentan una evidente filiación con el Codex biblicus legionensis, biblia mozárabe de 960 pintada por Florentius y conservada en la colegiata de San Isidoro de León.
Facundo no inventa. Suaviza las líneas, confiere más finura a sus personajes y propone imágenes que nos parecen más seductoras. Pero la seducción no es el fin del arte, y algunos especialistas dirán que su obra indica una pérdida de sabor con relación a la estética de los Beatos previos.

#### Un manuscrito aparte: el Beato de Saint-Sever
Ya mencionamos este manuscrito cuya especificidad es necesario destacar. Se conserva en la Biblioteca Nacional de Francia (sigla Ms Lat. 8878).
Es el único beato conocido copiado en la época románica al norte de los Pirineos. Comprende el Comentario sobre el Apocalipsis de Beato de Liébana, así como el Comentario sobre el Libro de Daniel de san Jerónimo. El programa de iluminación se distribuye así:
1. Los Evangelistas y sus símbolos.
2. La genealogía del Cristo (aquí muy detallada).
3. El Comentario del Apocalipsis.
4. El Comentario del Libro de Daniel.

En los 292 folios, hay 108 miniaturas, 84 de las cuales historiadas (entre ellas, 73 páginas completas y 5 en doble página). Las páginas miden 365 x 280 mm.
Se realizó durante el mandato de Gregorio de Montaner que duró 44 años (de 1028 a 1072), por lo tanto hacia mediados del siglo XI. Conocemos el nombre de un escriba, que era quizá también pintor: Stephanius Garsia. Las diferencias estilísticas inclinan a pensar que hay varios escribas y pintores. Pero a pesar de eso las imágenes presentan una determinada unidad:
1. Son de estilo románico francés, y si algunas páginas-tapices dan prueba de una influencia extranjera, ésta sería más bien irlandesa.
2. Sin embargo, la estructura de las imágenes es la de los manuscritos mozárabes. Entre otras, se puede indicar la relación estructural de las páginas dobles presentando a los 144.000 elegidos en el Beato de Urgell y en el de Saint Sever, los altares en T, etc.

Este carácter se ve, por ejemplo, en la representación de la Nueva Jerusalén: como en todos los manuscritos mozárabes, está constituida por un cuadrado, pero en Saint Sever, las arquerías son románicas, de curva entera, y no visigóticas con arcos de herradura.

#### La letra y el espíritu

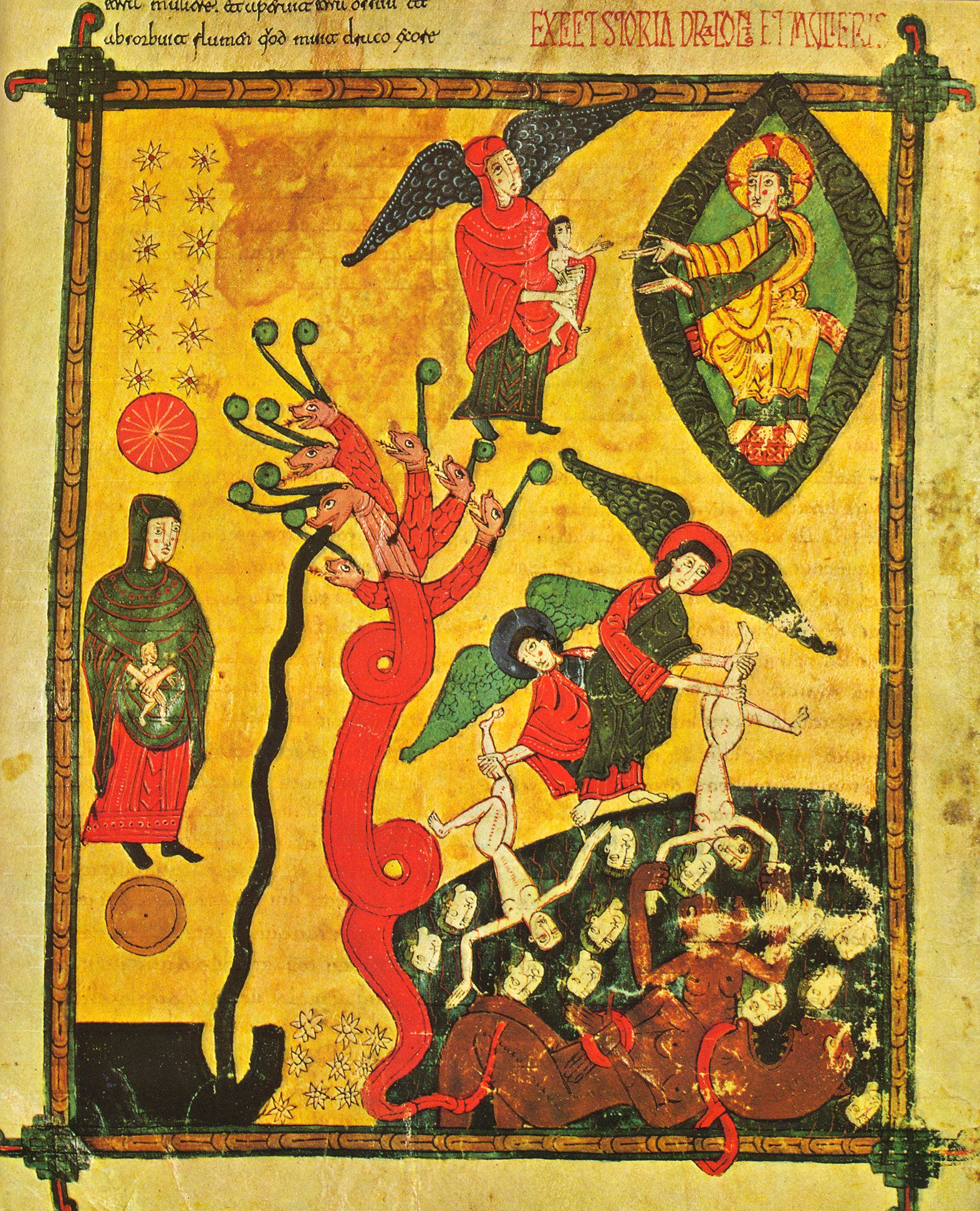
Beato de Osma, f°117v, la mujer y el dragón.

Los artistas  del Beato quisieron evitar un exceso de imágenes redundantes con relación al texto, recalcadas sobre las palabras, las reemplazan en nuestra percepción. Los artistas de los siglos X y XI, lo vimos, solucionaron el problema renunciando a todo elemento de decorado inútil con el fin de no sumergir la mirada del lector en todo lo que descartaría el espíritu de la parte fundamental. Entonces las miniaturas se liberan, purificadas de todo lo que puede darse por anecdótico.

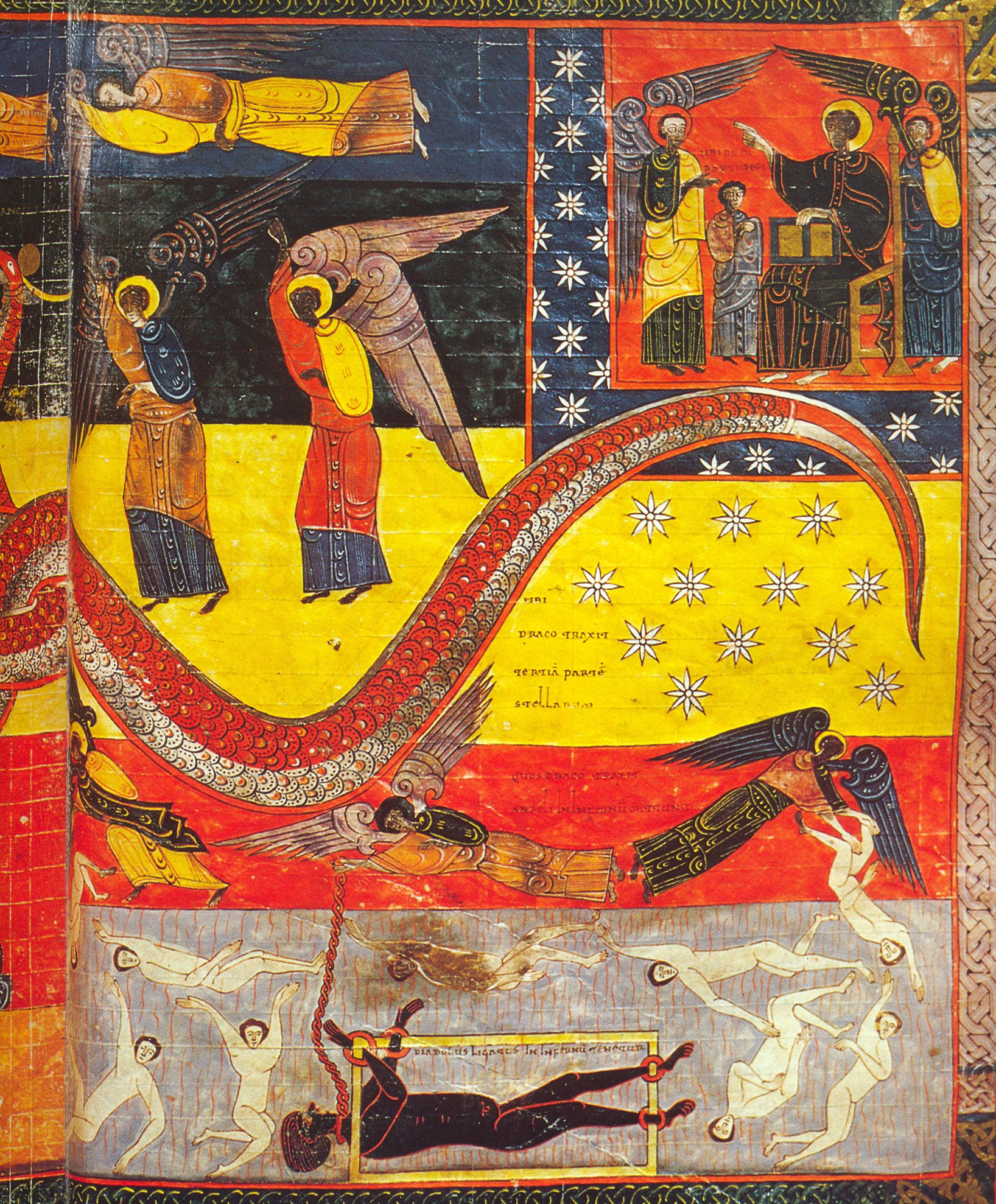
Beato de Facundo, f°187. El Diablo encadenado en el infierno.

El artista puede también agregar a la figuración de una visión datos resultantes del comentario de Beato. Es lo que se puede ver en el Beato de Osma (f° 117v) y en el Beato de Facundo (f° 187), donde al Diablo se le presenta encadenado en el infierno y donde los Ángeles reúnen a los que barrió la cola del Dragón. Aquí la miniatura se apropia el comentario de Beato que, con motivo del libro XII del Apocalipsis, se anticipa al libro XX donde se menciona que se encadenó a Satanás.
El trabajo del pintor puede ser más complejo aun cuando, en una misma miniatura, procede a una audaz síntesis de varios pasajes. Debe entonces renunciar a la transcripción literal. Si los 24 ancianos (o sabios, o viejos) corren el riesgo, en un espacio reducido, de causar un bullicio que encubriría otros datos esenciales... ¡se representan 12! Poco importa: ¡sabemos que son 24, puesto que los textos lo dicen y que otras páginas los muestran al completo! Se aclaran un poco las filas, se suprimen algunas alas en otra parte, y así se tiene el lugar suficiente para ofrecer una visión global extraída de dos capítulos. Es lo que se puede ver en la admirable miniatura del f° 117v del Beato de Facundo:

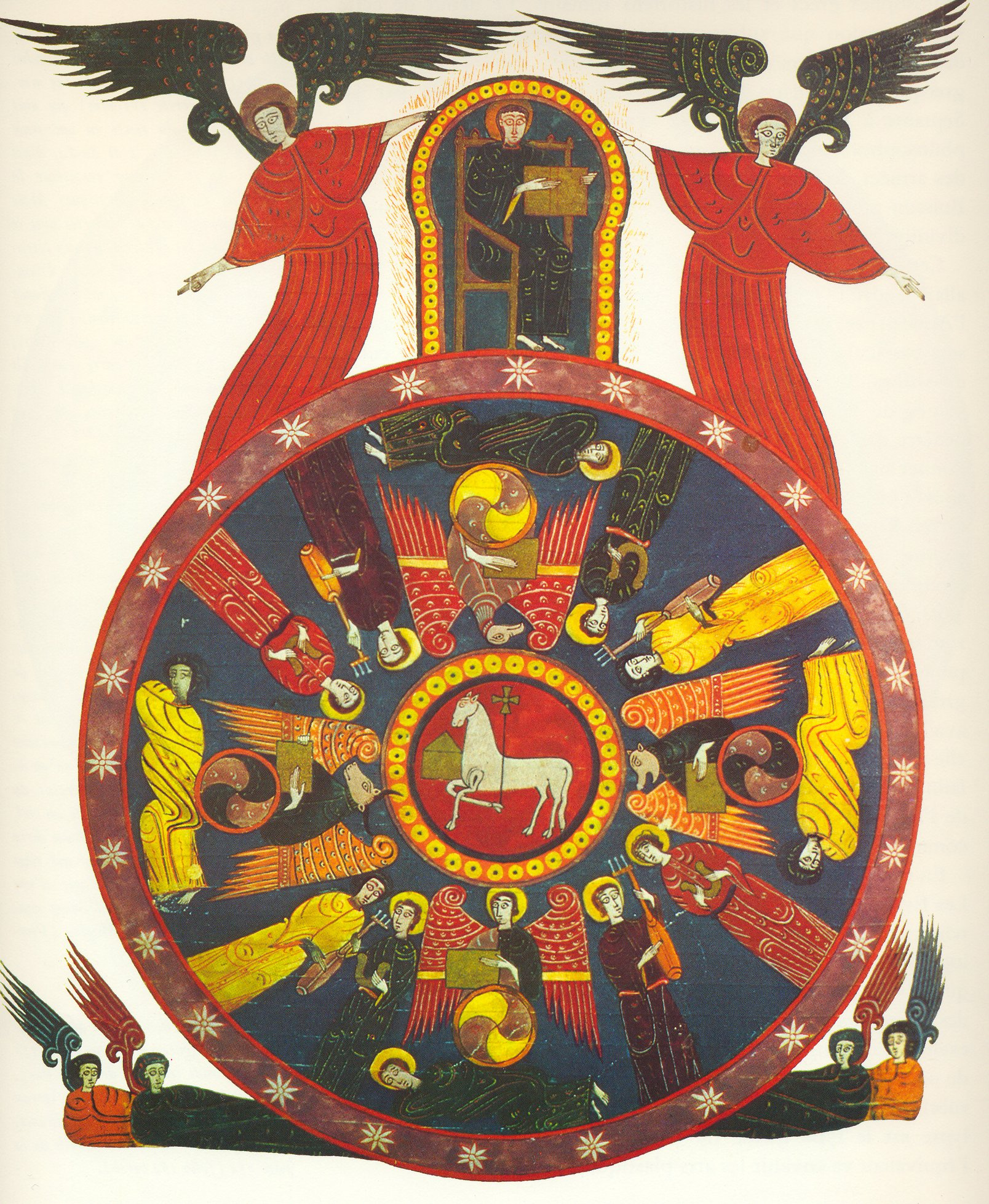
Beato de Facundo, f°117v. La gran Teofanía, Apoc. IV y V.

La gran Teofanía se continúa con esta miniatura del Beato de Facundo (folio 117 reverso, formato 300 x 245 mm., diámetro del círculo 215 mm.) que une dos pasajes del texto en una única imagen (Apoc. IV 2 y 6b-8a, así como V 6a y 8) para constituir la visión del Cordero místico." Pero el ilustrador se toma libertades con el texto. Así los cuatro Seres del Tetramorfos, que simbolizan a los cuatro Evangelistas (llevan cada uno un libro) no lleva cada una seis alas, sino un solo par, cubierta de ojos; por otra parte, están encima de una especie de disco inspirado en las famosas ruedas del carro de Yahvé, en Ezequiel (I 15), según una fórmula muy antigua que es frecuente en la iconografía del Tetramorfos. En cuanto a los Veinticuatro Sabios, se reducen a doce solamente, que realizan las acciones descritas (Apoc. V 8): cuatro de ellos «se arrodillan», otros cuatro «tienen cítaras» (siempre de tipo árabe), y los cuatro últimos tienen en su mano «copas de oro llenas de perfumes». En el centro, finalmente el Cordero, portador de la cruz asturiana está en posesión de un relicario que simboliza el Arca de la Alianza. Sobre el círculo figura la puerta abierta al cielo, un arco en herradura contiene el trono divino (Apoc. IV 2) «con el Que se sienta sobre este trono».
La síntesis de los pasajes IV-4 y V-2 del Apocalipsis es muy frecuente. Se la encuentra incluso en a los folios 121v y 122 del Beatus de Saint Sever.

#### Iluminación y escultura
El gran historiador del arte medieval francés Émile Mâle creía ver la influencia del Beato en los capiteles de la torre-soportal de Saint-Benoît-sur-Loire (antiguamente Fleury-sur-Loire), y María- Madalena Davy concede un cierto crédito a esta tesis Pero Eliane Vergnolle, en su obra principal sobre Saint-Benoît-sur-Loire pone de manifiesto de manera completamente convincente que las capiteles historiados de la torre del abad Gauzlin, se inscribían en la tradición carolingia. Algunos recuerdan incluso las formas de las miniaturas del Apocalipsis de  Tréveris, o del Comentario sobre el Apocalipsis de Aymon de Auxerre  (este último manuscrito conservado en la Bodleian Library en Oxford).
Sabemos también que Gauzlin extendió la influencia de la abadía  de Fleury hasta Italia, de ahí hizo venir a un pintor llamado Nivard para representar escenas del Apocalipsis en las paredes de la iglesia -lo que confirma la orientación iconográfica carolingia, más bien que mozárabe, de los decorados de la abadía. La cuestión sería más propensa a controversia por lo que concierne al segundo gran edificio al que Émile Mâle se refiere: el Tímpano de San Pedro de Moissac. Como tantos otros, Margarita Vidal sigue con determinación la lección de Émile Mâle y piensa que este tímpano ofrece indicios fiables de la presencia de un manuscrito iluminado del Comentario sobre el Apocalipsis de Beato de Liébana en la biblioteca de la Abadía. Sin embargo, por lo que se refiere al tema de este artículo, se imponen reservas:
- Para Émile Mâle, el más bello de los Beatos, y más susceptible de ejercer influencia, es el de Saint Sever sobre la Adoración,[41] y si el maestro del Tímpano de Moissac tiene una deuda, no puede ser hacia un pintor mozárabe.

- En cualquier caso la argumentación de Emile Mâle sigue siendo un tanto peligrosa. ¡En efecto, mantiene que si algunos detalles del tímpano difieren demasiado de las imágenes del Beato de Saint Sever, es porque el escultor solo tuvo bajo sus ojos una copia que presentaba variantes, pero de la que no queda ni rastro! Resumidamente, afirma, sin que nada pueda apoyar esta tesis, que un escultor desprovisto de genio inventivo sacó su inspiración de un manuscrito del que nunca nadie habría oído hablar.

- Sería por lo menos extraño que un escultor haya tomado como modelo un manuscrito presente en la biblioteca, y lo haya reconocido como una obra principal, mientras que ningún libro conocido procedente del scriptorium de Moissac niega una relación con el Beatus de Saint Sever (no más que con los otros  beatos).

- Finalmente, ¿por qué querer hacer del escultor un simple copista capaz de efectuar una adaptación de un modelo sobre un soporte diferente? Para retomar a André de Malraux, el tímpano no es una iluminación esculpida. A este respecto, la fotografía nos equivoca, ya que permite colocar lado a lado una miniatura y una escultura. Estas dos artes difieren en muchos puntos... hasta los destinatarios no pertenecen al mismo mundo.[42]

No obstante, es necesario reconocer algunas analogías estilísticas inquietantes entre la doble página 121v-122 del Beato de Saint Sever] y el Tímpano de Moissac. Hay, por ejemplo, en las dos obras el audaz giro de la cabeza del toro en tensión adorante en dirección al Cristo.

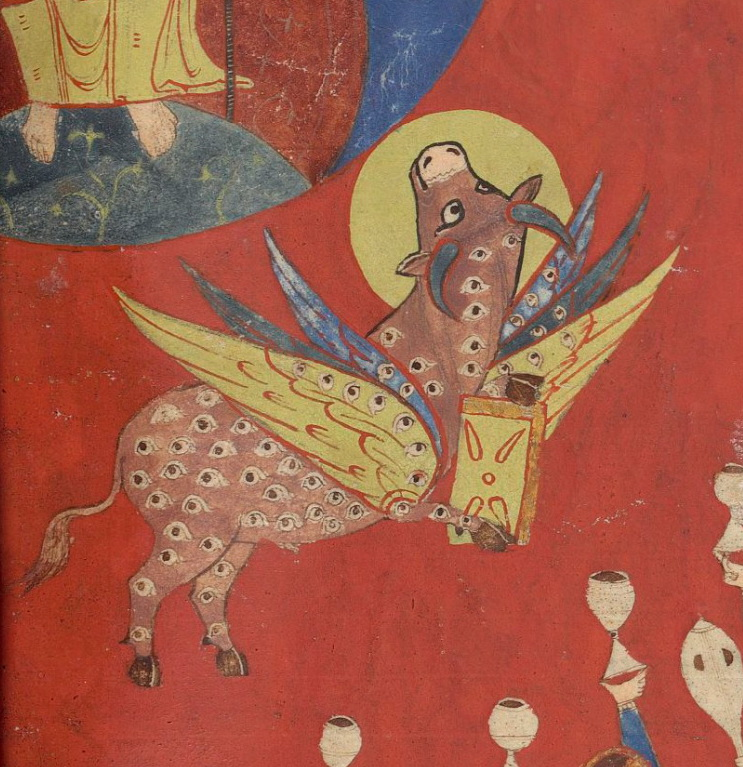
Beato de Saint-Sever f°122.
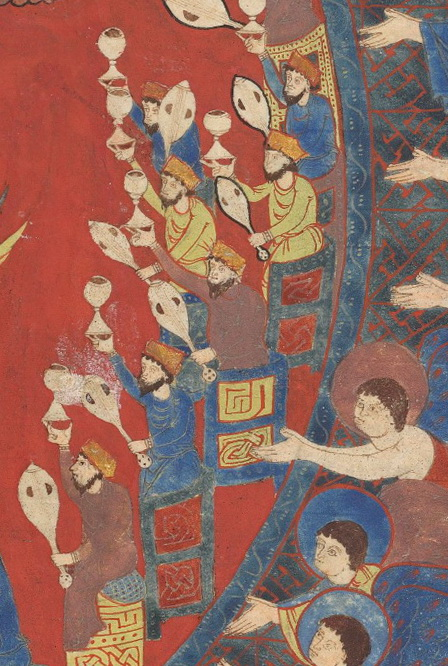
Beato de Saint-Sever f°122.
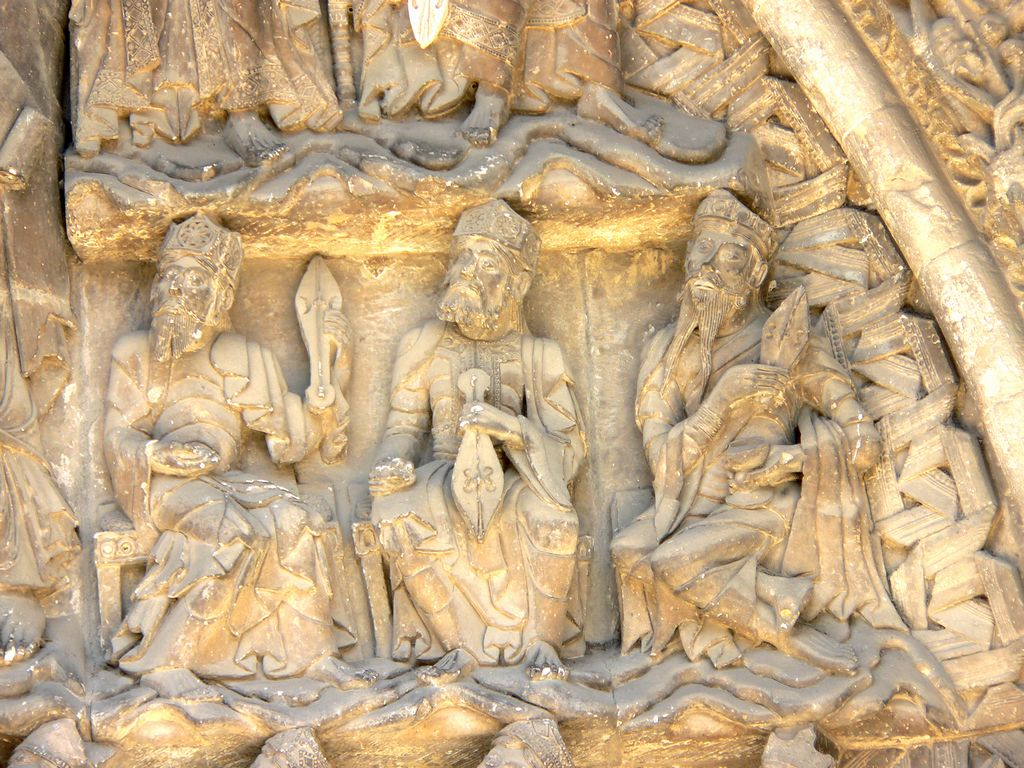
Moissac, tímpano.

Sin embargo, si hay algunas semejanzas entre los veinticuatro sabios del Beato (misma doble página) y los del tímpano (peinados, cítaras, cortes...), estos últimos ofrecen una alegre animación no sin nobleza, mientras que los del Beato parecen una banda de graciosos que alzan sus copas durante una canción tabernaria: la majestad de Moissac no debe nada al alboroto de Saint Sever... Lo que no priva de nada a la innegable belleza de tantas otras páginas de ese mismo manuscrito. En cuanto a los beatos mozárabes, no se deben despreciar porque no hagan de modelos para otras artes. No tienen la amplitud de su difusión y de su posible influencia. Y aunque no tuvieran ninguna posteridad, seguirían siendo, en nuestra percepción estética, monumentos tan grandiosos que, como las enigmáticas estatuas de la isla de Pascua, tienen el poder de hacer brotar en nosotros los sueños de otro universo.

### Conclusión
Para Hegel, la filosofía es la más alta actividad del espíritu, ya que traduce a conceptos lo que la religión dice en relatos, que, ellos mismos, tenían en palabras lo que el arte presentaba en imágenes. Ciertamente, para él la verdad se hace perceptible en la belleza de una forma sensible; no obstante el espíritu solo reconquista el ser en su totalidad comprendiendo que la Naturaleza no es más que el espíritu que se exilia de sí y que hay una consustancialidad de lo real y lo racional. Todo es comprensible por el espíritu porque, en el fondo, todo es espíritu.
El examen de la pintura mozárabe trastorna esta jerarquía. Viajando en las páginas de los Beatos, no estamos ante realidades sensibles aún próximas a las realidades naturales. Estamos en un mundo de imágenes que hablan mejor al alma que lo harían las palabras apoyando los conceptos, y que, al contrario, facilitan por su abstracción el acceso a la verdad del relato, sin por ello favorecer una pura seducción estética por la preponderancia de la ornamentación. Como si estallara en colores de fuego el momento mudo de un éxtasis, el inefable sentido del texto encontrándose cristalizado en formas y colores «surreales».
El término de ilustración no conviene absolutamente para nombrar producciones artísticas que son obras de arte de pleno derecho. En convento San Marco de Florencia, Fra Angélico no ilustra los Evangelios: al mismo tiempo que nos da la belleza de sus  frescos, ofrece a nuestra inteligencia el fruto de su meditación sobre los textos.
Los beatos no son una inútil paráfrasis del Apocalipsis (o de su comentario por el monje de Liébana): son visiones nacidas de una visión, de nuevas capas de verdad añadidas al texto profético. Así la Belleza no es más que una etapa en la ruta que conduce a la Verdad: el fuego de los colores se mezcla en el brasero de las palabras para lanzar en nuestros almas deslumbradas nuevas gavillas de significados.

## Los principales beatos
Entre los 31 beatos (de algunos de los cuales no quedan más que fragmentos), es necesario distinguir:
- Beato de Cirueña. Siglo IX. Biblioteca del Monasterio de Santo Domingo de Silos. Frag. 4.[43]
- Beato de San Millán del Cogolla (valle del Ebro). Hacia 930. Madrid, Real Academia de la Historia. Ms. 33.
- Beato de San Millán. Hacia 950/955. Monasterio de El Escorial. Real Biblioteca de San Lorenzo. Ms. y II. 5..225 x 355 mm. 151 hojas. 52 iluminaciones.
- Beato Morgan (cerca de León. Hacia 960. J. Pierpont Morgan Library, Nueva York. Ms 644. 280 x 380 mm. 89 iluminaciones. Pintado por Magius, archipintor.
- Beato de San Salvador de Tábara. Hacia 968/970. Madrid. Archivo Histórico Nacional. Ms 1097 B (1240). Pintado por Magius, terminado después de su muerte por su alumno Emeterius.
- Beato de Valcavado. Hacia 970. Valladolid. Biblioteca de la Universidad. Ms. 433 (ex ms 390). 97 iluminaciones restantes. Pintado por Oveco para el abad Semporius.
- Beato de Rioja o León. Hacia 975. Catedral de La Seo de Urgel. Archivos. Ms. 26. 90 iluminaciones.
- Beato de Tábara. Hacia 975. Catedral de Gerona. Archivos. Ms. 7. 260 x 400 mm. 280 hojas. 160 iluminaciones. Pintado por Emeterius (alumno de Magius) y por la pintora Ende.
- Beato de San Millán. 2.º  tercio del siglo X Madrid. Biblioteca Nacional. Ms. Vit. 14.1.
- Beato de Fernando I y doña Sancha. 1047. Madrid. Biblioteca Nacional. Ms. Vit. 14.2. Encargado por  Fernando I y la reina Sancha. 267 x 361 mm. 312 hojas. 98 iluminaciones. Pintado por Facundo.
- Beato. 1086. Catedral de El Burgo de Osma. Cod. 1. 225 x 360 mm. 166 hojas. 71 iluminaciones. Escriba: Petrus. Pintor: Martinus
- Beato de Saint-Sever, de la Abadía de Saint-Sever (Landas). 1060/1070. París. Biblioteca Nacional de Francia. Ms. Lat. 8878.
- Beato de Santo Domingo de Silos. 1091/1109. Londres. British Library. Ms. Add. 11695.
- Beato Corsini (actualmente en Roma, Biblioteca Corsiniana, Academia dei Lincei, 369 (4O.E.6)
- Beato de Lorvao, Archivo Nacional de la Torre do Tombo. Lisboa. Siglo XII. 1189.
- Beato de Turin, situado en la Biblioteca Nazionale, Turín
- Beato de Mánchester, actualmente en la John Rylands Library (Mánchester).
- Beato navarro, conservado en Biblioteca Nacional, París. Adquirido en 1366.
- Beato de San Andrés del Arroyo, actualmente en  la Bibliothèque Nationale, París.
- Beato de San Pedro de Cárdenas, realizado entre 1175 y 1180. Archivo del Museo Arqueológico Nácional, Madrid.[44]
- Beato de Medina de Rioseco,  fragmento encontrado en México (siglo XIII).

## ElMapamundide Beato de Liébana
Beato de Liébana, es reconocido internacionalmente por los historiadores de geografía y cartografía. Se considera que su trabajo influyó de gran manera en este campo durante siglos con el tipo de mapa de T en O.

## Bibliografía

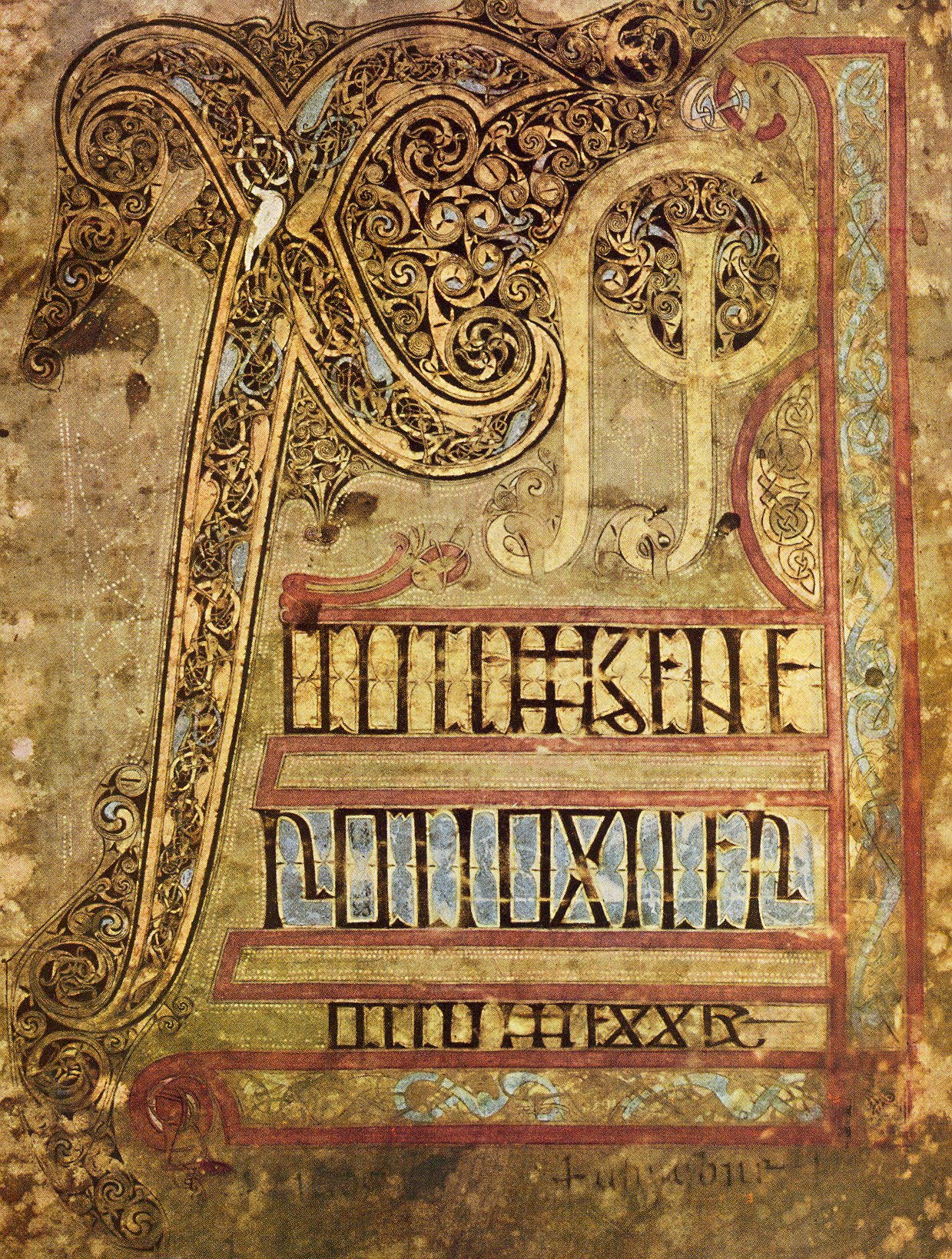
Arte irlandés. Libro de Lichfield, finales del siglo VIII, Monograma de Cristo.